# ギーセン

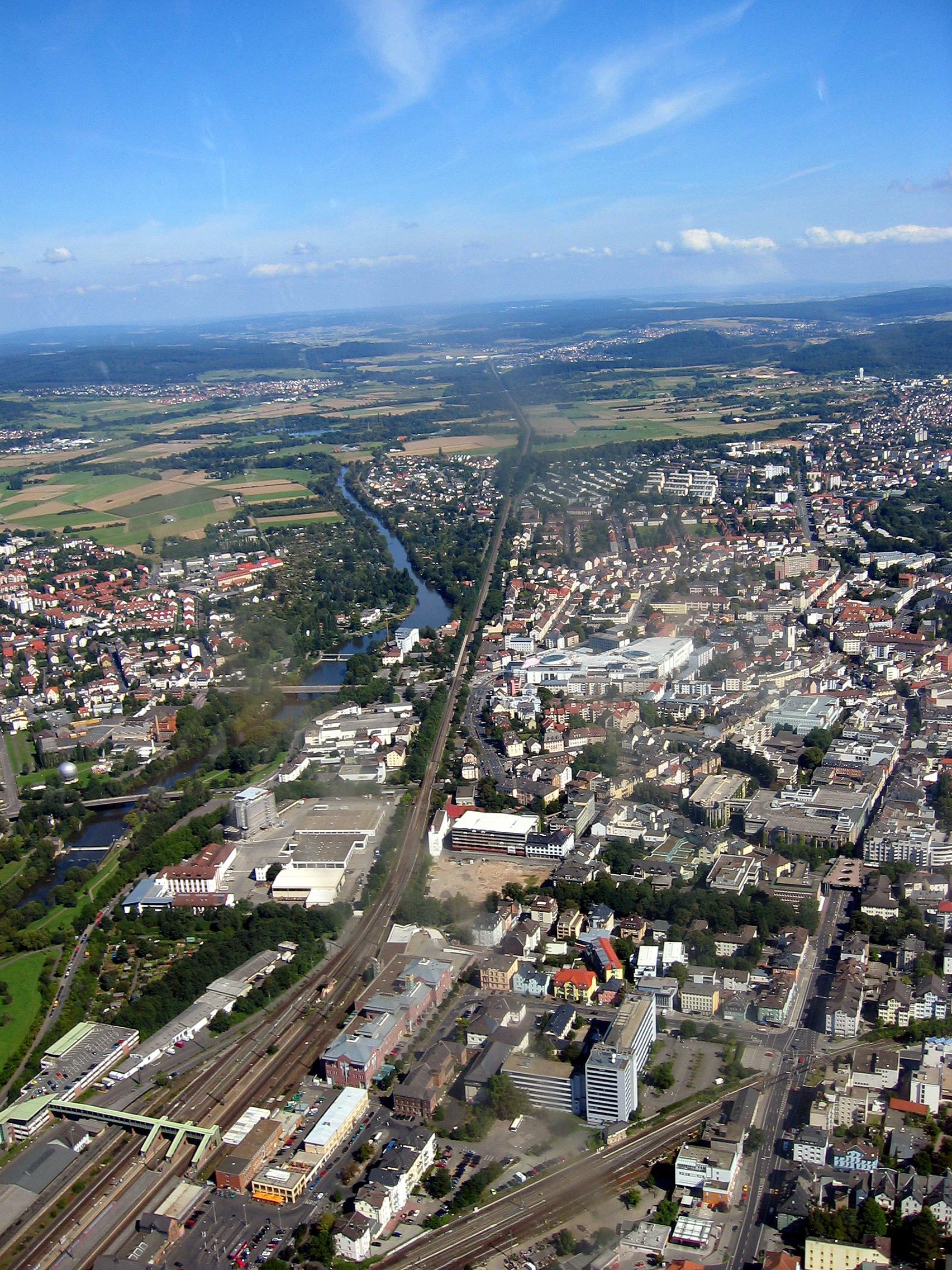
ギーセン内市街

ギーセン (ドイツ語: Gießen, ドイツ語発音: [giːs̩n] ( 音声ファイル)) は、ドイツ連邦共和国ヘッセン州ギーセン郡に属す市である。この大学都市は、人口約8万人 で、ヘッセン州で 7番目の都市であり、州内に7つあるゾンダーシュタートゥスシュテット（直訳すると「特殊な状況にある都市」、郡所属市でありながら郡独立市に準ずる権限を有する）の1つである。行政管区本部の所在地および郡庁所在地としてヘッセン州中部の行政中心であり、重要な交通の接続ポイントであり、この地域の上級中心都市である。10km離れたヴェッツラー（ラーン＝ディル郡）とともに、約32万人の人口集積地を形成している。さらにもう少し離れた場所には、オーバーヘッセンのマールブルク（マールブルク＝ビーデンコプフ郡）、フォーゲルスベルク山地の反対側にあたるフルダ（フルダ郡）、ジュートヴェストファーレンのジーゲン（ジーゲン＝ヴィトゲンシュタイン郡）、ヴェスターヴァルトの端にリムブルク・アン・デア・ラーン（リムブルク＝ヴァイルブルク郡）がある。
本市には、学生数約 28,000人のユストゥス＝リービヒ大学、ミッテルヘッセン工科大学最大のキャンパス（2015年4月7日現在、全学生数14,824人中 8,380人がこのキャンパスに籍を置いている） がある。この他にこの街には行政・経済アカデミー、ギーセン自由神学大学、ヘッセン大学の警察および行政学部、亡命希望者のための初期収容施設、ヘッセン州の難民初期収容施設 (HEAE) がある。

## 地理

### 位置
ギーセンはラーン川沿いに位置している。ラーン川はこの街の市内で流れを南から西に変える。グラーデンバッハ丘陵の支脈が北西部を占めている。その手前にあるのがグライベルク山やフェッツベルク山、ギーセン周辺で最も高い 498mのデューンスベルクを含むグライベルガー・ラントである。西側は、ラーナウ＝アッツバッハまでラーンタールが開けている。ここには砂利の採石場があり、浚渫された跡地にウォータースポーツセンターが計画されたが、却下された。市の南西は、タウヌス山地の最も北東部分にあたるヒンタータウヌスが始まる。南にはヴェッテラウやライン＝マイン低地に続いている。東は中低山地であるフォーゲルスベルク内にあるギーセナー・ラントである。
ギーセンの最寄りの大都市はヴェッツラー（12km西）、マールブルク（30km北）で、ともにラーン川沿いに位置している。さらにフルダ（80km東）、ブッツバッハ（18km南）、フランクフルト・アム・マイン（70km南）がある。

### 隣接する市町村
ギーセンは、西から時計回りに以下の市町村と境を接している。

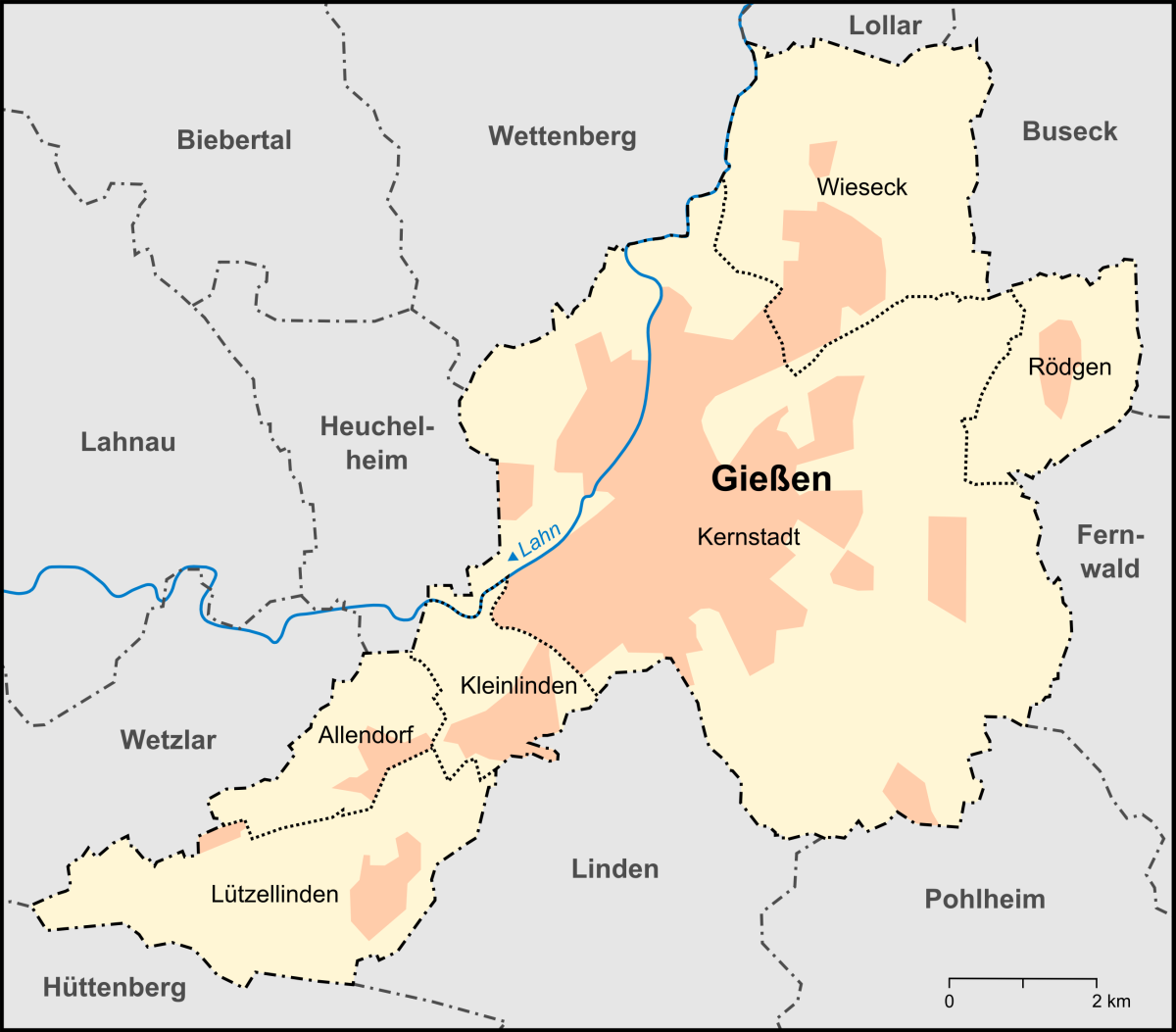
ギーセン中核市区と5つの市区

- ホイヒェルハイム・アン・デア・ラーン
- ヴェッテンベルク
- ロラー
- シュタウフェンベルク
- ブーゼック
- フェルンヴァルト
- ポールハイム
- リンデン
- ヒュッテンベルク（ラーン＝ディル郡）
- ヴェッツラー（ラーン＝ディル郡）

### 市の構成
ギーセンの古くからの中核市区は、面積約40km2、人口60,397人で、本市の中心部分をなしている。基本条例によれば、この他に 5つの市区が、形式上地区委員会を有する地区管区として本市に含まれる。北東のヴィーゼック区と南西のクラインリンデン区は1939年に合併し、南西のアレンドルフ・アン・デア・ラーンおよび東のレジェン区は1971年に合併した。南西のリュッツェルリンデン区は1979年に合併した。
一部が中核市区にかかっている住宅地や新しい産業地区は、住民たちは固有の名称で呼んでいるが、公的には中核市区の一部である。旧リヴァース兵舎を含む「アン・デア・アウトマイレ」産業地区、アンネレーダー住宅地、ドゥレス住宅地、オイレンコプフ、オイローパ街、「グミインゼル」（かつて存在したゴム工場の労働者住宅が昔あった場所）、マーシャル住宅地、フィロゾーフェンヴァルト、ザントフェルトおよびシュランゲンツァール新興住宅地、ウンテラーおよびオーベラー・ハルトホーフ、ウルズルム/オーバーラハヴェーク産業地区がこれにあたる。南東のかつて修道院があったシッフェンベルクの麓にあるペーターヴァイハー住宅地もギーセン中核市区に属す。この住宅地は、当時は誰も住んでいなかったシッフェンベルク地区が市の所有に移された1973年に建設された。この土地は1939年から市に編入されていたが、それまでは州が所有する土地であった。バーデンブルク付近にあるイン・デア・フンスバッハ住宅地は、比較的遠くにあるにもかかわらず本市に含まれている。公的には1752年からバーデンブルク城趾やヴェラースブルク城趾と同様にヴィーゼックに含まれていた。
統計上ギーセンは、11の統計管区に分けられている。
| No. | 統計管区名                   | 統計管区名   | 人口（人） 2014年6月30日現在 | 地図 |
| --- | ---------------------------- | ------------ | ---------------------------- | ---- |
| 01  | インネンシュタット（内市街） | Innenstadt   | 18,758                       |      |
| 02  | ノルト（北地区）             | Nord         | 9,964                        |      |
| 03  | オスト（東地区）             | Ost          | 13,113                       |      |
| 04  | ジュート（南地区）           | Süd          | 10,391                       |      |
| 05  | ヴェスト（西地区）           | West         | 7,552                        |      |
| 06  | ヴィーゼック                 | Wieseck      | 9,428                        |      |
| 07  | レトゲン                     | Rödgen       | 1,852                        |      |
| 08  | シッフェンベルク             | Schiffenberg | 619                          |      |
| 09  | クラインリンデン             | Kleinlinden  | 4,588                        |      |
| 10  | アレンドルフ                 | Allendorf    | 1,775                        |      |
| 11  | リュッツェルリンデン         | Lützellinden | 2,382                        |      |
| 計  | 計                           | 計           | 80,422                       |      |

### 気候
ギーセンの気候は湿潤で穏和である。最も寒い月は1月で 0.9 ℃、最も暖かい月は7月で 18.9 ℃である。早春はおおむね乾燥している。最も降水量が少ないのは2月で42mm、最も多いのは7月の70mmである。
| ギーセン測候所の気候                | ギーセン測候所の気候 | ギーセン測候所の気候 | ギーセン測候所の気候 | ギーセン測候所の気候 | ギーセン測候所の気候 | ギーセン測候所の気候 | ギーセン測候所の気候 | ギーセン測候所の気候 | ギーセン測候所の気候 | ギーセン測候所の気候 | ギーセン測候所の気候 | ギーセン測候所の気候 | ギーセン測候所の気候 |
| 月                                  | 1月                  | 2月                  | 3月                  | 4月                  | 5月                  | 6月                  | 7月                  | 8月                  | 9月                  | 10月                 | 11月                 | 12月                 | 年                   |
| ----------------------------------- | -------------------- | -------------------- | -------------------- | -------------------- | -------------------- | -------------------- | -------------------- | -------------------- | -------------------- | -------------------- | -------------------- | -------------------- | -------------------- |
| 日平均気温 °C （°F）                | 0.9 (33.6)           | 1.6 (34.9)           | 5.4 (41.7)           | 9.3 (48.7)           | 13.8 (56.8)          | 16.7 (62.1)          | 18.9 (66)            | 18.3 (64.9)          | 14.1 (57.4)          | 9.6 (49.3)           | 4.9 (40.8)           | 1.8 (35.2)           | 9.6 (49.3)           |
| 降水量 mm （inch）                  | 51.0 (2.008)         | 42.0 (1.654)         | 52.0 (2.047)         | 43.0 (1.693)         | 68.0 (2.677)         | 61.0 (2.402)         | 70.0 (2.756)         | 56.0 (2.205)         | 57.0 (2.244)         | 55.0 (2.165)         | 54.0 (2.126)         | 58.0 (2.283)         | 666.0 (26.22)        |
| 平均月間日照時間                    | 46.0                 | 77.0                 | 117.0                | 177.0                | 204.0                | 214.0                | 227.0                | 211.0                | 147.0                | 98.0                 | 45.0                 | 36.0                 | 1,600                |
| 出典：平均気温 – ドイツ気象庁 (DWD) |                      |                      |                      |                      |                      |                      |                      |                      |                      |                      |                      |                      |                      |

## 歴史

### 最初の入植
ヴィルヘルム・フォン・グライベルクは、1152年にゲーセンの水城を建設し、住まいをグライベルク城からこの新しい城に移した。後の都市への基礎石はこれにより据えられた。現在の街から北西に約 8 km 離れたグライベルク城は10世紀頃にコンラディン家によって建設されたが、10世紀末にルクセンブルク家の所有となり、これに伴ってラーン川中流域にグライベルク伯領が創設された。

### 都市への過程
最初の文献上の記録は、「Giezzen」という名称で1197年になされている。1248年にギーセンは初めて「市」として記録されている。遺産としてこれを相続していたテュービンゲン宮中伯家出身のウルリヒ1世フォン・アスペルクにより、ギーセンは1264年にヘッセン方伯に売却された。ヘッセン方伯は1300年頃にアルテ・シュロス（古い城）を建設した。1325年頃に新市街が創設された。1370年頃からギーセンに、方伯の城代と同等の権限を有する市長と市民の代表としての参事会が設けられた。マルクト広場沿いの旧市庁舎（1944年に解体された）は、市民の権利の象徴として1450年頃に建設された。また、市教会は1484年までに建設された。1442年にギーセンは市場特権を得た。当時は「マルクト広場」（直訳すると「市場広場」）が文字通り市場として利用された。現在、週の市はリンデン広場、マルクトラウベンおよびブラント広場で行われている。

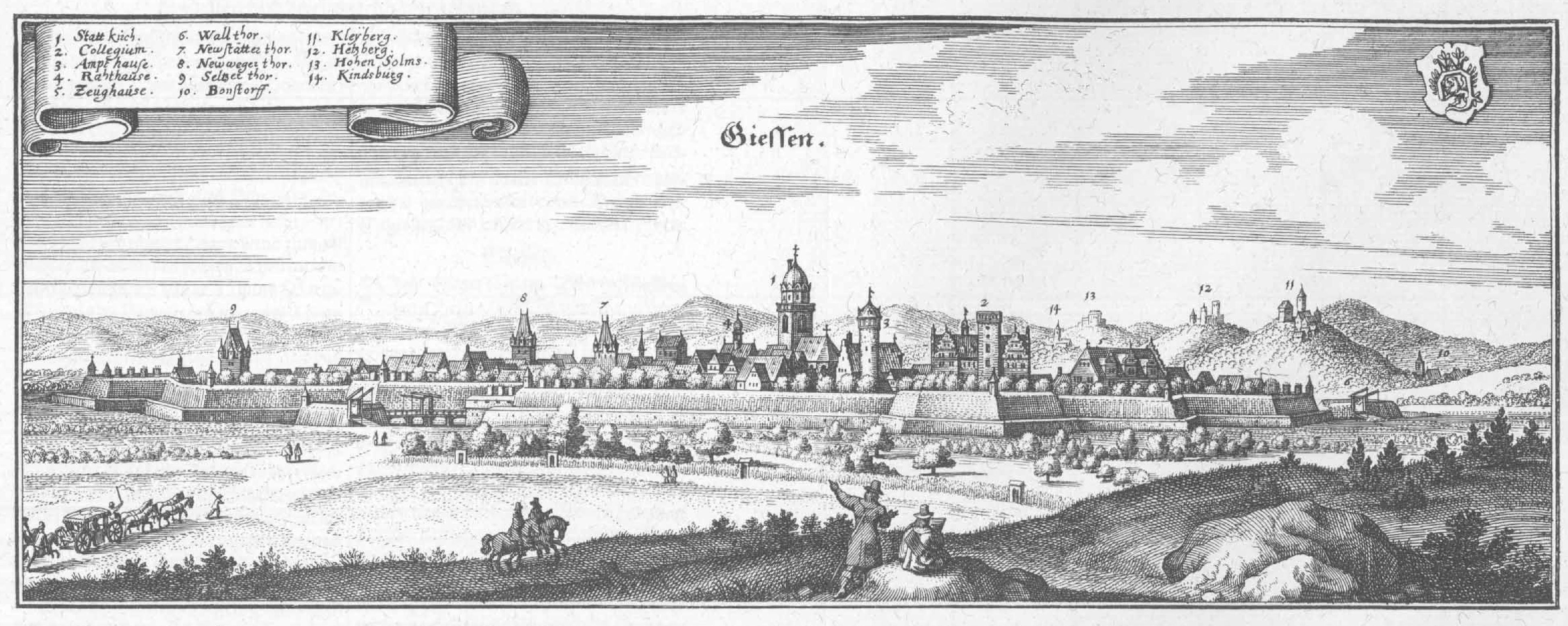
1655年に出版されたマテウス・メーリアンの銅版画に描かれたギーセン

### 大学の設立
1535年頃、ヘッセン方伯フィリップ寛容伯はこの都市の防衛施設を建設した。同じ年代に旧墓地と新城館が建設された。1560年5月27日の大火で市北部のヴァルトール付近が焼失した。1560年の方伯領分割によりギーセンはヘッセン＝マールブルク方伯領となり、1604年にヘッセン＝ダルムシュタット方伯領となった。1605年、方伯ルートヴィヒ5世によってギーセンにギムナジウム・ルドヴィキアヌムがラテン語学校として設立された。1607年5月19日に皇帝ルドルフ2世は、マールブルクに対抗して大学を設立する特権を与えた。2年後に植物園が開園した。これはドイツで最も古い植物園の1つである。1634年から1635年にかけて深刻なペスト禍によってこの街の住民の多くが死亡した。18世紀には、この地域は繰り返し戦争に襲われ、外国の軍隊がこの街に宿営した。

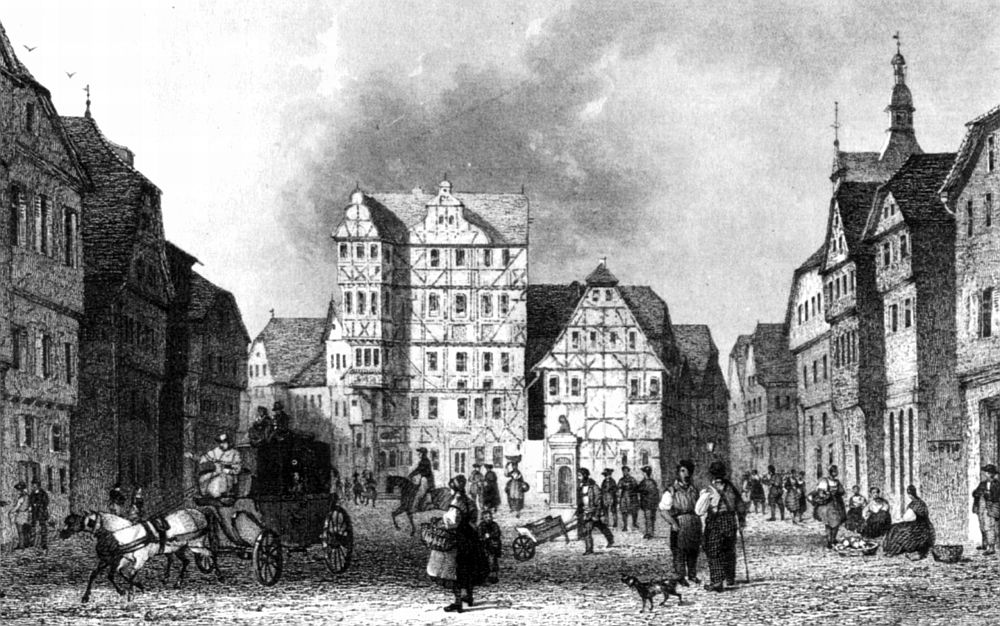
エルンスト・フリードリヒ・グリューネヴァルト作『ギーセン・マルクト広場』1840年頃の様子である。

### 19世紀
1803年、ギーセンは新たに創設されたヘッセン大公国のオーバーヘッセンの首都となった。その後市の防衛施設が取り壊され、跡地に土塁が設けられた。1824年から1852年までユストゥス・リービヒがギーセン大学で教鞭を執った。1848年、革命の年にギーセンでも騒擾が起こり、一人の学生が死亡した。アウグスト・ベッカーはギーセンで急進的民主主義の新聞『最後の審判の日』(Der jüngste Tag) を刊行した。その翌年、マイン＝ヴェーザー鉄道（フランクフルト – カッセル間）が開通したことで、ギーセンは鉄道網に接続した。1862年にはケルン行きの鉄道路線が続き、1864年にはヴェッツラーからコブレンツへのラーンタール鉄道が接続した。1860年頃から、特に初代専任市長アウグスト・ブラムの時代（1875年 – 1889年）に、年は土塁を越えて発展していった。
1855年にガイル工場消防団が結成され、同じ年にギーセン市の自衛消防団も発足した。
1867年からギーセンは、軍事都市として、軍隊（歩兵第116連隊）の駐屯地となった。1870年にフルダ行きのフォーゲルスベルク鉄道、1872年にゲルンハウゼン行きのラーン＝キンツィヒ鉄道が開通した。1879年から1888年までヴィルヘルム・コンラート・レントゲンがギーセン大学で教鞭を執った。1893年には、現在本市最大の教会であるジュートアンラーゲの福音主義ヨハネス教会が献堂された。1907年に市立劇場が開館した。1894年からギーセンの近郊公共交通が、最初は乗合馬車で、1909年から電動の路面電車で運行を始めた。

### 20世紀

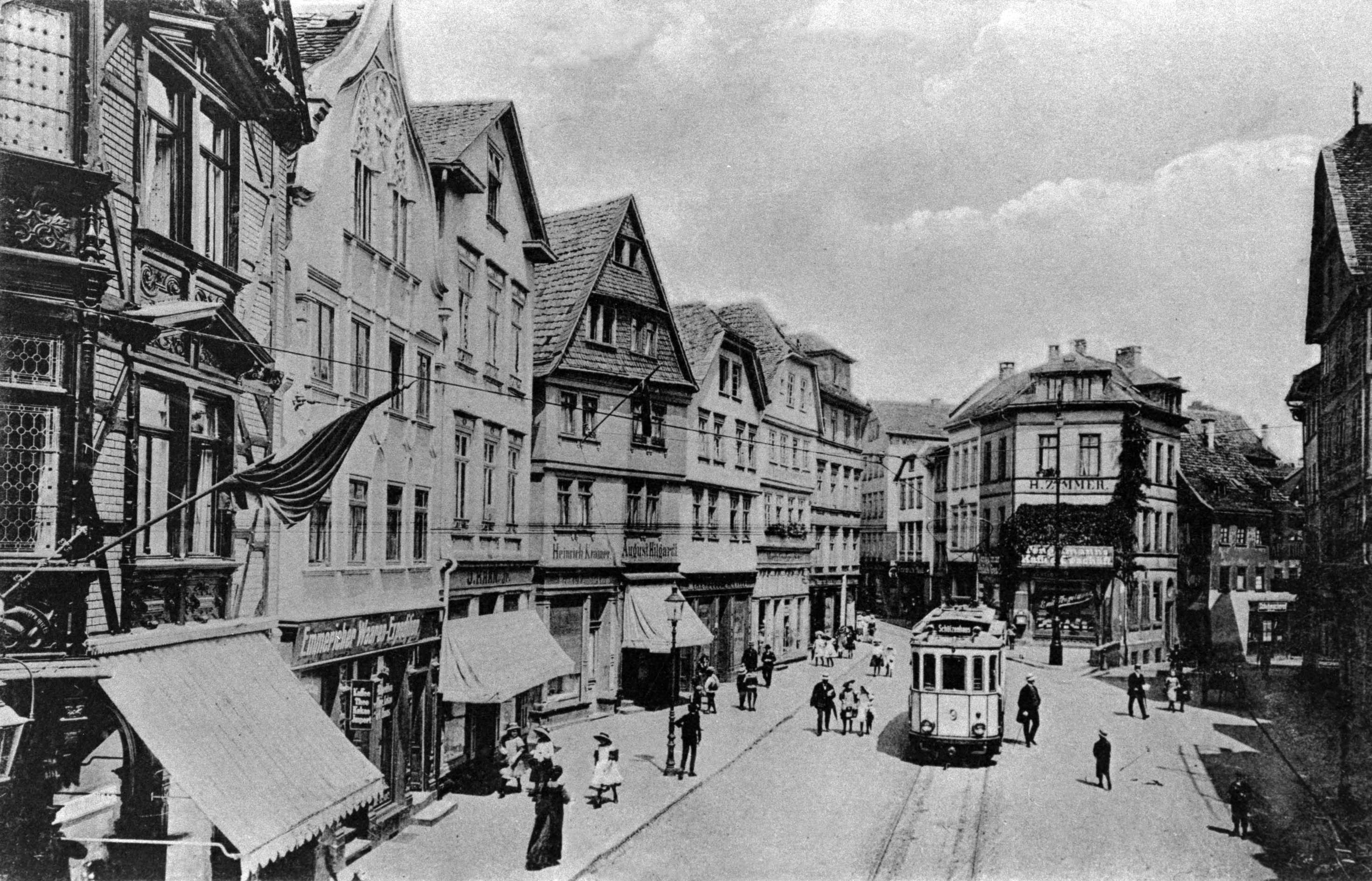
1920年のギーセン、クロイツ広場

1903年に、宗派を超えた市立墓地として新墓地が運用を開始した。
1904年に近代的なギーセンの下水道が完成した。
1914年、ギーセンの職業消防団が結成された。
1925年、現在のグリューンベルガー通りのフォルクスハレと、後に米軍倉庫となったギーセン空港がオープンした。
1938年11月1日にナチスの国家地方長官がヘッセンに配された。彼は州の行政指導者として、ダルムシュタット、マインツ、オッフェンバッハ、ヴォルムスだけでなくギーセン市もそれまでの郡から分離した。これによってギーセンは郡独立市となった。ヴィーゼック、クライン＝リンデン、シッフェンベルクが合併したことで1939年の人口は 42,000人にまで増加した。
ギーセンの1000人以上のユダヤ人は、中間収容所とされたゲーテーシューレから1942年末までにナチスの絶滅収容所に移送された。

#### 軍事
第一次世界大戦が終了してヴェルサイユ条約が締結された後、ギーセンは軍隊の駐屯地として注目された。ギーセンが非武装地域のわずかに外側に位置していたためである。1930年代から1940年代に約 467 ha の市有地がドイツ国防軍およびドイツ空軍にわずかな対価で譲渡された。この他に、砲兵隊兵舎（ブライドルン兵舎、ペンドレトン兵舎）や森の兵舎（フェルドゥン兵舎、リヴァー兵舎）があった。かつてのギーセン・シュトイベン兵舎と高台の監視所との間に軍事演習場が設けられた。ツォイクハウス兵舎や新兵舎（ベルク兵舎）もその他の兵舎に数えられる。
現在のリヴァース・アウトマイレの敷地に国防軍はギーゼラ・ブンカーを建設した。これは特にフランス攻撃に関連して利用された。

#### 第二次世界大戦中の空爆
エリア・ボミング指令に基づく1944年12月2日と12月6日から7日にかけての夜間の、イギリス軍による2回の空爆によってギーセンの歴史的中核市区のほぼ全域が火事場風で焼失した。2度目の空爆だけで、813人が死亡し、約3万人が住む場所を失った。これに対して鉄道施設や多くの軍事施設は無傷で残った。その後数ヶ月の間に低空攻撃によってさらに多くの人が犠牲となった。1945年3月28日、アメリカ軍が破壊された街に入城したことで、この街の戦争は終結した。この街の 67 % が破壊され、特に内市街の破壊率は 90 % に及んだ。こうした高い破壊率であったが、さらに破壊率は高くなっていた可能性があった。2回目の空襲時に爆弾投下量のわずかな部分がベルクヴェルクスヴァルト（鉱山の森）に誤って投下されていたのである。この場所では現在もその痕跡を見ることができる。

#### 1946以後の緊急難民収容所

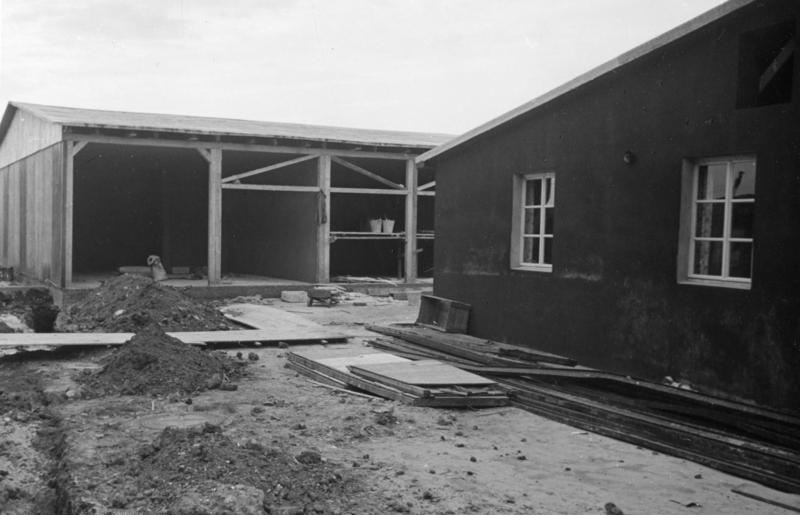
建設中の難民通過収容所

アメリカ合衆国の軍事政府は、1945年10月末にグロース＝ヘッセン州政府に対して、1946年に約 60万人の放逐民や難民を州で受け容れるよう通知した。1946年2月初めに最初の 1,200人が貨車でこの街に到着した。最初は仮設の難民通過収容所が駅の近くに設けられた。ギーセンは重要な乗換駅であったため、難民問題特命官僚は、1947年5月7日にこの収容所をグロース＝ヘッセンへ移住するすべての難民のための管理通過収容所とした。上級市長のオットー＝ハインツ・エングラーは1948年にダルムシュタット行政管区長官に対して、難民のために市の社会福祉予算に大きな負荷がかかっているとして収容所の移転を請願した。その後市長のフーゴ・ロッツは州から市への政財支援を取り付けた。
1950年9月1日にこの収容所は、ギーセン緊急難民収容所と改名され、連邦全域を管轄地域とした。この当時、故郷を逐われた人々がギーセンの全住民の 20 % 近くを占めていた。ギーセン緊急難民収容所は、アメリカ管理地域への移住を希望するソヴィエト連邦管理地域からの難民の通過収容所でもあった。1960年代以降は、数多くの東ドイツからの出国者にとって最初の滞在地となり、1989年にハンガリー経由で亡命した東ドイツの人々が、その秋には合法的に解放された国境を越えて来た人々が殺到した。1986年にはこの施設は連邦受け容れ所と改名され、現在はヘッセン州の中央受け容れ所となっている。

#### 復興
復興は、近代的な都市計画の検討から始まった。旧市街の土地は大きな統一体に統合され、通りや広場が拡張され、公共スペースは主に自動車交通の利便に合わせて調整された。1953年にギーセン路面電車の（再開前の）最後の路線が廃止され、その替わりにトロリーバスが運行した（1968年まで）。
空爆の被害を免れたわずかな中核市区の街並みは取り壊された。500年前の市庁舎の遺構のように完全に再建することが可能な形であっても、一部だけが遺った建物は同様に取り壊された。ベルリナー広場の行政庁舎（すでに再び解体されている）、会議ホール、シュタットハウス（1961年建造、2006年解体）などの新しい建物は、1950年代の様式で建設された。
内市街で最後の戦争遺跡はゲーテ通りのヒンターハウスで、2004年に取り壊された。放射状の道路、土塁施設、内市街の重要な軸線は、複数車線の道路に改造された。1975年までに、ギーセン周辺でギーセナー・リング（一部高速道路）をはじめとする数多くのアウトバーン路線が建設された。

#### アメリカ軍

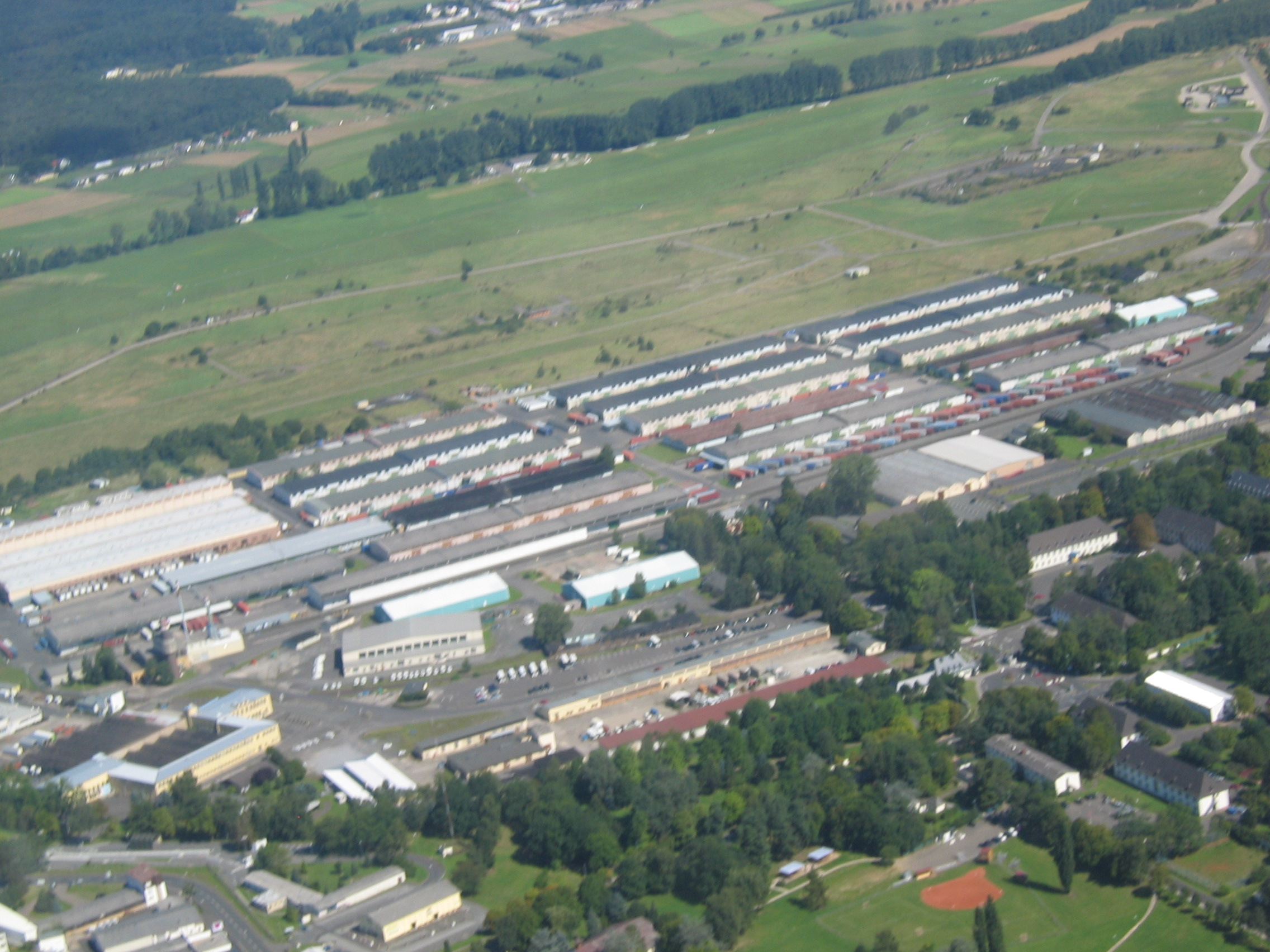
アメリカ軍ギーセン貯蔵庫

ギーセンは第二次世界大戦後の一時期アメリカ陸軍の駐留地であった。兵士はシュトイベン兵舎に所属した。アメリカ軍のギーセン貯蔵庫はヨーロッパのアメリカ陸軍にとって重要な兵站機能の一翼を担っていた。
冷戦時代には、ギーセン特殊弾薬庫や核弾頭を含むアルテン＝ブーゼック特殊弾薬庫、ホーエ・ヴェルテ・パトリオット陣地が付属施設として設けられていた。アメリカ軍は、現在もホーエ・ヴェルテに軍事演習場を有している。
ギーセンからのアメリカ軍の撤退は、多くの職場の喪失をもたらした。

#### ラーン市
1977年1月1日、ギーセン、ヴェッツラーと周辺の14町村が合併して、人口155,247人の中部ヘッセンの上級中心都市としてラーン市が発足した。この都市は、わずか31ヶ月だけ存在し、1979年8月1日に再び解消された。この過程でリュッツェルリンデン市区がギーセンに残された。

### 21世紀

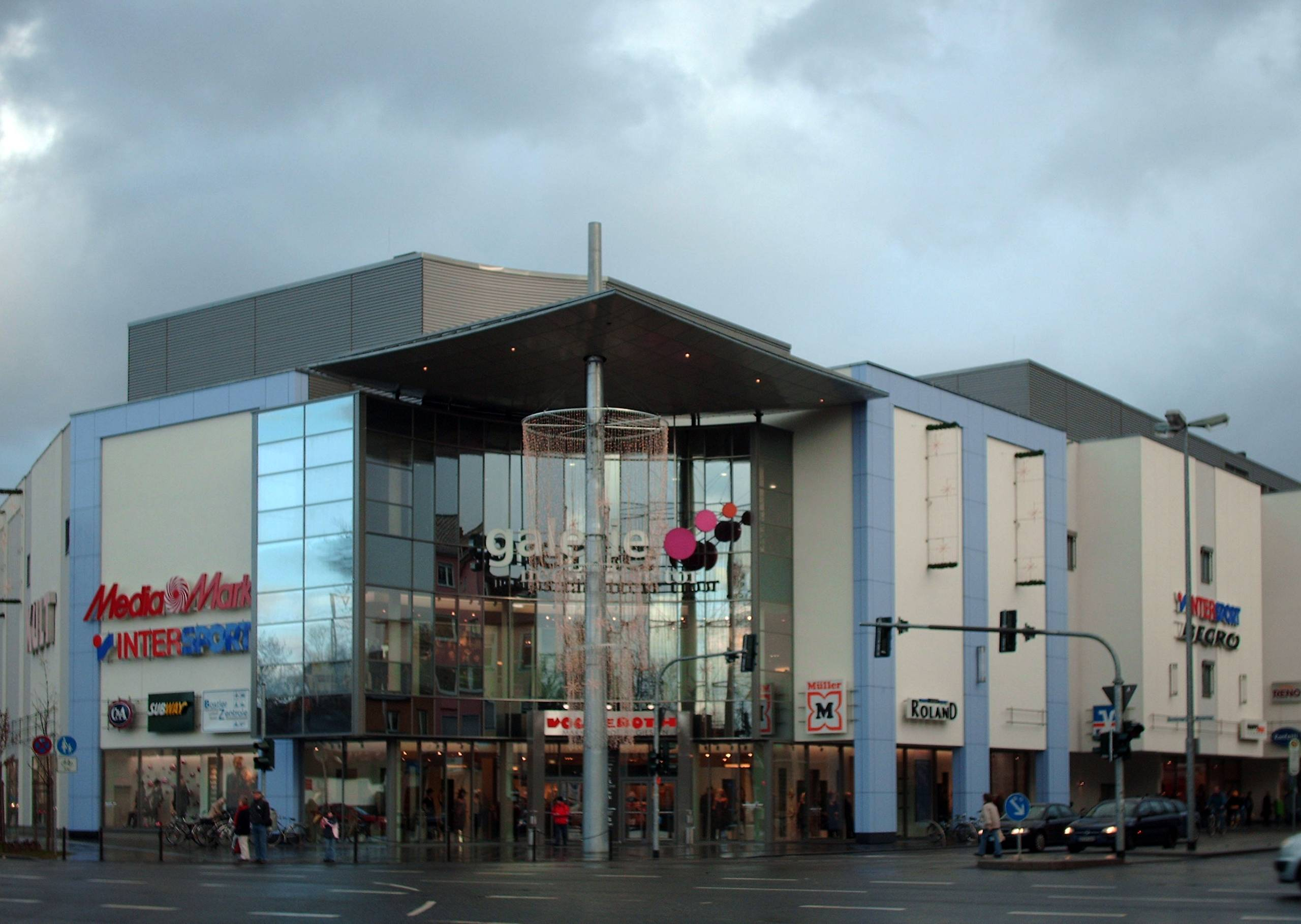
ギャラリー・ノイシュテッター・トーア

1年間の工期の後、2005年にギャラリー・ノイシュテッター・トーアがオープンした。これは多くの会社を建築複合体に統合したものである。この建物は、オスヴァルツガルテンの2つの停留所で鉄道とバスに直接アクセスできる。組み込まれたパーキングビルには1100台以上の駐車スペースがある。
2006年にベルリナー広場で新市庁舎の建設が始まった。この建物は2009年5月16日に開館し、ギーセン市のほぼすべての役所が空間上1か所に集められた。その後ノルトアンラーゲのターゲスクリニーク、大学病院の拡張工事、聖ヨーゼフ病院近くの新マルティンスホーフ、グリューンベルガー通りの介護センターなど、新しい医療センターの建設が行われた。
2012年にゼルタースベルクのユストゥス＝リービヒ大学の新しいバイオメディカル研究センターが完成した。この建物は特異な色と特徴的な建築様式で人目を惹く。
2014年にギーセンのミッテルヘッセン福音主義病院が開院した。この病院は1982年からハルトにある。かつては老人・病院・小児養護協会が運営したギーセン最初の病院である。

### 市町村合併
郡独立市ギーセンがラーン市に編入される以前、1971年10月1日にアレンドルフ・アン・デア・ラーンとレジェンがギーセンに合併した。

## 住民

### 人口推移
ギーセンの人口は、中世には数百人、近世でも数千人程度であった。人口は緩やかに増加したが、何度もの戦争、疫病、飢饉で減少を繰り返した。1634年から1635年には深刻なペストの流行により多くの住民が死亡した。19世紀の工業化の始まりによって初めて、人口増加の速度が増した。1800年には4800人程度の人口は、1900年には25,000人を超えるまでに増加した。明らかに見て取れるのは、第二次世界大戦の影響である。終戦までに、連合軍の空爆によって建物の 65 % が全半壊し、推定で約1,000人の住民が死亡した。人口は1939年の 47,000人から1945年3月には 25,000人にまで減少した。
1971年にアレンドルフとレジェンが合併したことで、ギーセン市の人口は 78,109人と、2011年までの最高値に達した。ヘッセン州統計局の研究結果に基づく公式人口は、2005年6月30日に 73,358人に達した。1963年以後この街の人口は、1987年を除いて常に 7万人以上である。

ギーセンの人口推移

### 宗教

#### キリスト教

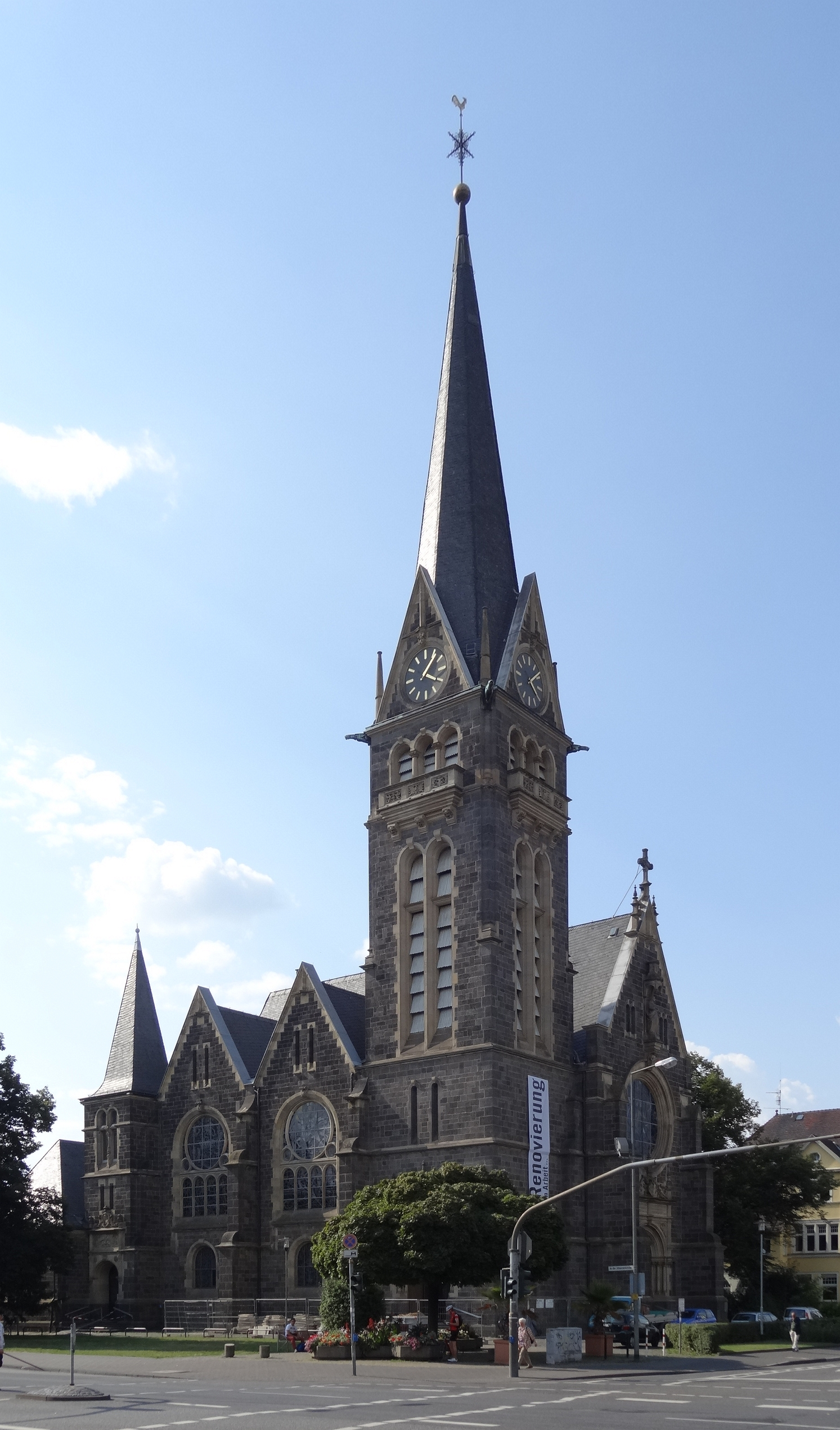
ギーセン最大の福音主義教会であるヨハネス教会

ギーセンの福音主義教会はヘッセン＝ナッサウ福音主義教会に属す。ギーセンは、ギーセン監督管区の本部所在地である。ただしリュッツェルリンデン区は例外で、こちらはラインラント福音主義教会に属す。
最大の福音主義教会はジュートアンラーゲのヨハネス教会である。
カトリック教会では、ギーセンはマインツ司教区に属している。1950年代まで聖ボニファティウス教会（リービヒ通り）が本市の唯一の市教会であった。1957年に聖アルベルトゥス教会（ノルトアンラーゲ）が、1963年に聖トーマス・モールス教会（グリューンベルガー通り）が設立された。
この他に自由教会に属す団体がいくつかある。告白福音主義改革派教会 (BERG)、2つのプリマス・ブレザレン組織、福音主義自由教会（バプテスト教会）、自由キリスト教会、ジーザス・フリークス教会、自由福音主義教会などである。
ギーセンは、ミッテルヘッセン地方（中部ヘッセン地方）における神学上保守的なプロテスタントの牙城とみなされている。本市にはキリスト教系の私立学校（アウグスト＝ヘルマン＝フランケ＝シューレ）や福音主義の研究機関を持つ私立神学大学（自由神学大学ギーセン）がある。この他にギーセンは数多くのキリスト教系の組織や企業（キャンパス・フュア・クリストゥス、ブルンネン出版など）の本部・本社所在地でもある。
これに加えてギーセンには3つの（2000年頃までは5つあった）新使徒派教会がある。ギーセンは様々な小組織の中心地でもある。これらの組織は1989年以後新使徒派から、あるいはその分派であるヴィースバーデン新使徒派教会から発展したものである。

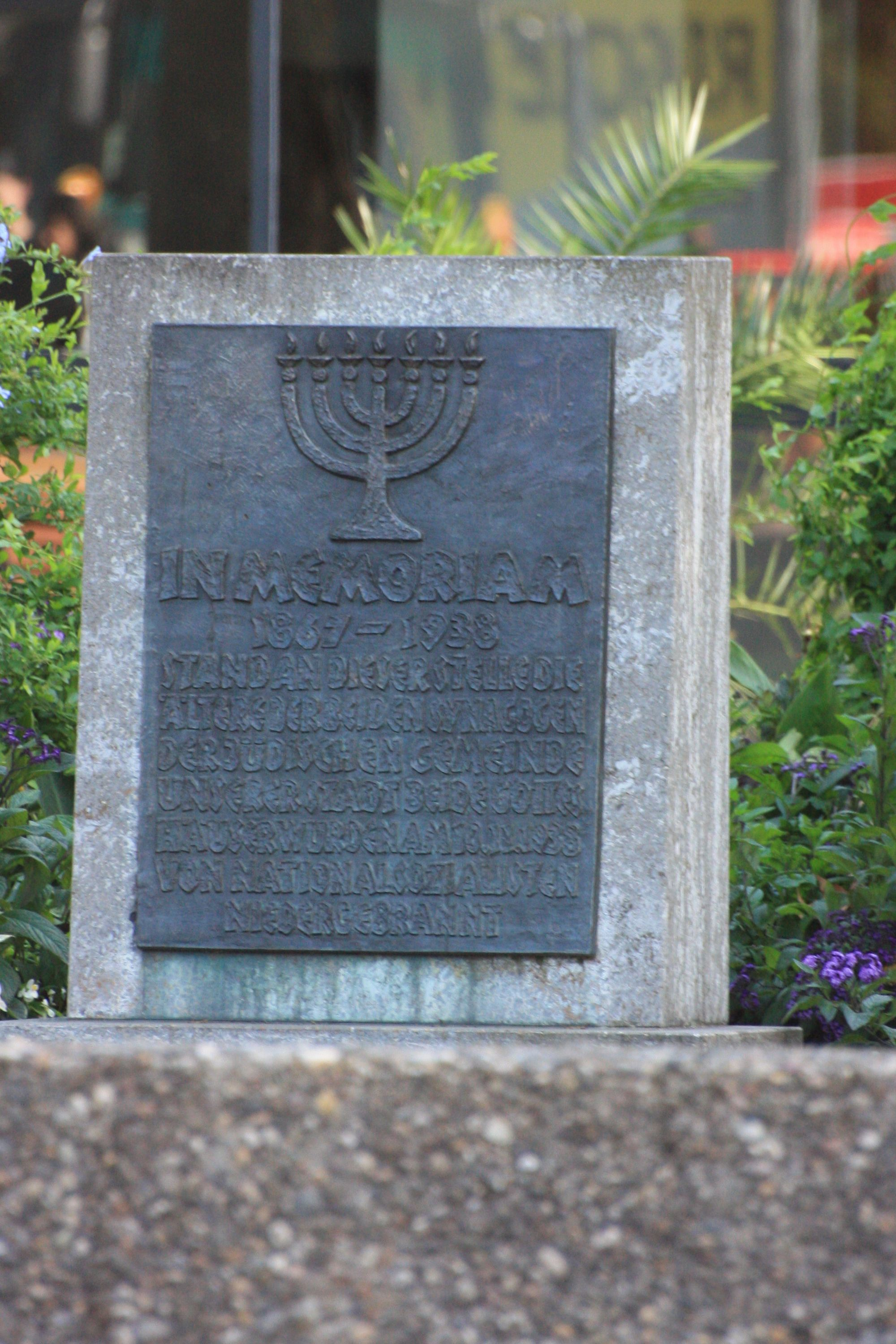
1938年に破壊されたシナゴーグの記念碑

#### その他の宗教団体
- エホバの証人はギーセンのマルガレーテンヒュッテに王国ホールを運営している。
- ギーセンには様々な宗派のムスリムが数多く住んでおり、4つのモスクがある。新しく建設されたブハラ＝モスクもその一つである（ギーセン・イスラム教会 e.V.）。
- ラビのベネディクト・レーフィは、19世紀にギーセンで活動した。彼は68年務めた後退職した。シナゴーグは中核市区の裏通り（教会広場とHRセンターの近く）にある。
- アジア人またはアジア系の人物の比率が比較的高いことから、仏教文化が構築されている。ギーセンにはドイツで重要な寺院の一つが存在する（ザントフェルトのワット・パー・プリタッタラム）。
- 2008年からヤズィーディーの組織がある。
- シリア正教を信仰するアッシリア人の組織もある。ギーセンとその周辺には合わせて5つの教団が作られている。

## 行政

### 市議会
2011年3月27日のギーセン市議会議員選挙以後、この街の市議会は 59議席からなる。

### 上級市長
2009年6月7日の直接選挙で、ディートリント・グラーベ＝ボルツ (SDP) が新たな上級市長に選出された。彼女は 55.5 % の票を獲得して、当時現職だったハインツ＝ペーター・ハウマンを破った。彼女は2009年11月に上級市長に就いた。2015年6月14日の選挙でディートリント・グラーベ＝ボルツは 53.6 % の票を得て再選された。この選挙の投票率は 30.4 % であった。

### 紋章
図柄: 銀地に、黒い翼、青い舌と青い爪を持つ赤い獅子。
本市は、1916年4月29日にヘッセン大公エルンスト・ルートヴィヒからこの紋章の使用許可を得た。

### 姉妹都市と友好都市
姉妹都市は以下の通りである
- ウィンチェスター（イギリス、ハンプシャー）
- ゲデレー（ハンガリー、ペシュト県）
- ネタニヤ（イスラエル、中央地区）
- フェラーラ（イタリア、エミリア＝ロマーニャ州）
- フラデツ・クラーロヴェー（チェコ、フラデツ・クラーロヴェー州）
- サン・ファン・デル・スル（英語版）（ニカラグア、リバス県）
- ウォータールー（アメリカ合衆国、アイオワ州）

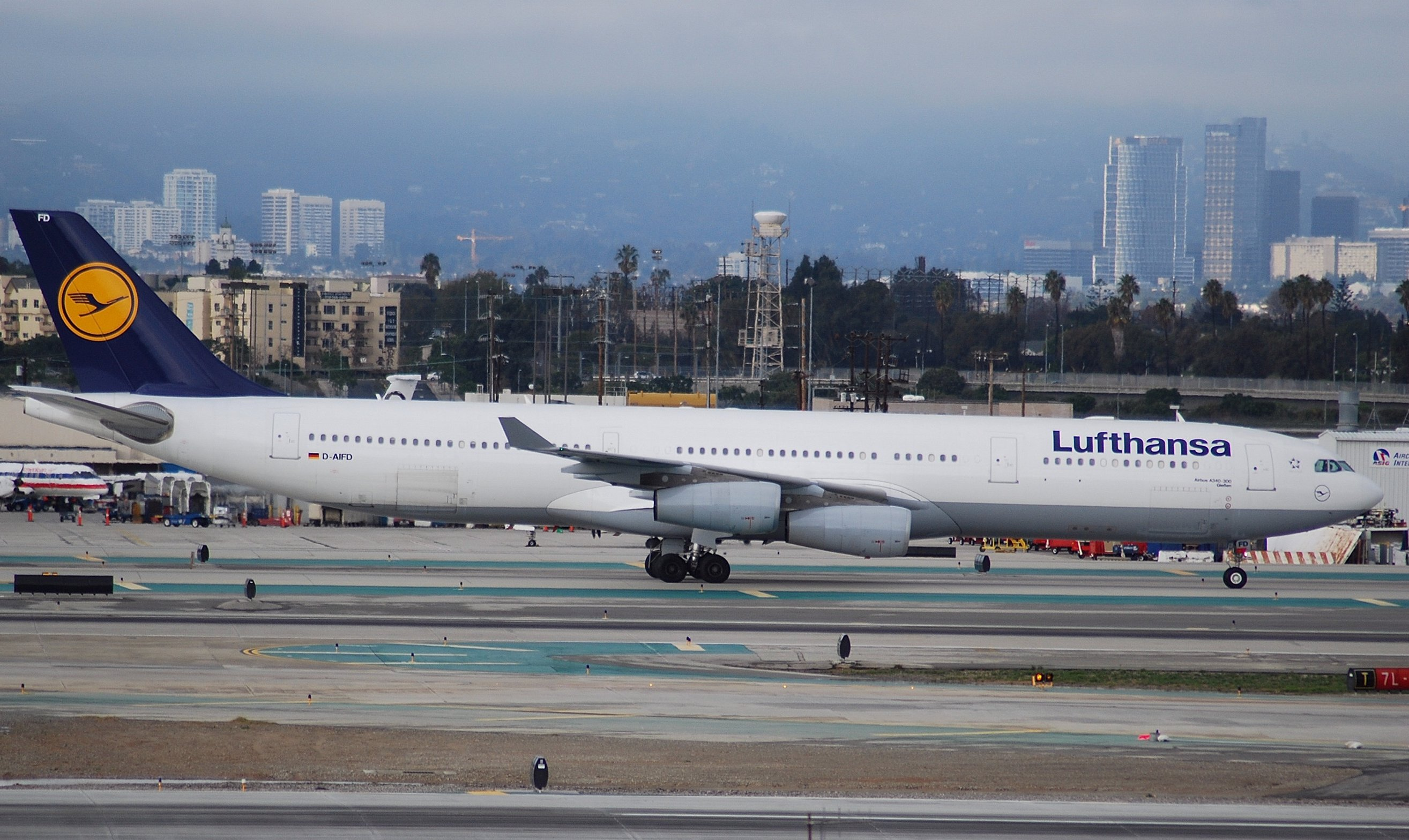
ルフトハンザのエアバスA340-300 D-AIFD「ギーセン」

温州市（中華人民共和国、浙江省）とは、「フレンドシップ・シティー」である。
ポーランドのモロンク市およびモロンク郡と1954年から支援協力関係を結んでいる。
ルフトハンザのエアバスA340-300の識別記号 D-AIFD には「ギーセン」のニックネームがつけられている。また、ICE-1のナンバー 401 101 も「ギーセン」の名を冠している。

## 文化と見所

### 演劇

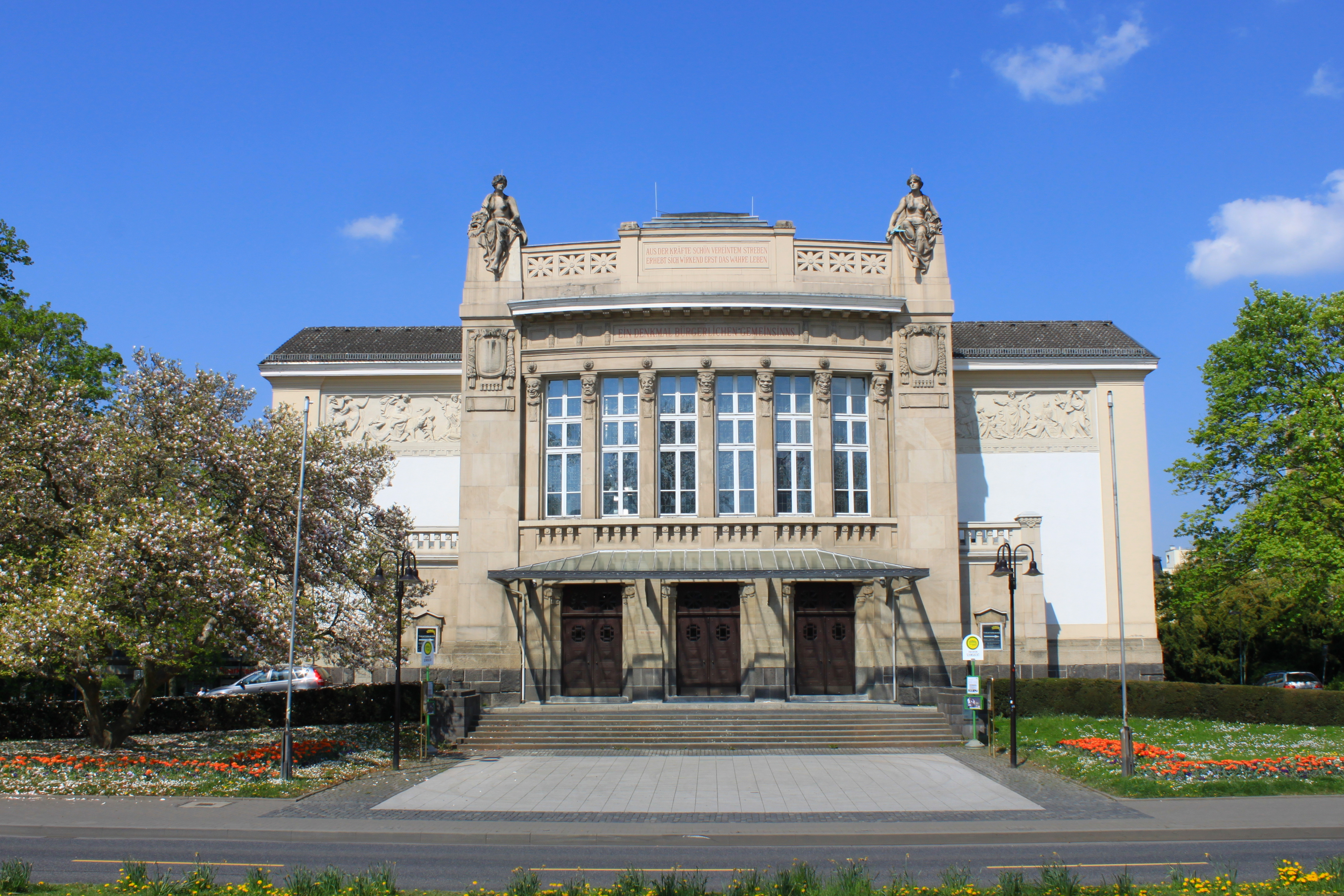
ギーセン市立劇場

ユーゲントシュティールの影響を受けたギーセン市立劇場は、建築家ハンス・マイヤー（1867年 – 1949年）によって建設された。600席の客席を持つ劇場では専属のアンサンブルや客演の団体によって、演劇、オペラ、オペレッタ、ミュージカル、ダンス、コンサートが上演されている。市立劇場の新たな付属公演スペースとして、すぐ隣にクライネ・テアター・アム・グローセン・テアター（taT、直訳すると「大劇場横の小劇場」）2014/15年シーズンから開館した。このステージでは、室内演劇作品や児童演劇作品の公演に利用されている。

### ギーセン・コンサート協会
ギーセン・コンサート協会は、ギーセンの伝統的な同好会の一つである。この団体は、1792年に設立された音楽協会に遡る。このことから、この団体はドイツで最も古い市民コンサート協会のひとつとされている（最も古いのはベルリン・ジングアカデミーで、1791年に設立された）。カール・マリア・フォン・ウェーバーのような重要な作曲家や著名なソリストが、音楽協会と共演してギーセンでコンサートを開催した。この団体は1863年に現在のギーセン・コンサート協会に改名した。1935年にギーセン市立劇場とコンサート協会との緊密な共同運営がなされるようになり、現在も成功したパートナーシップを確立している。毎年、市立劇場で2回の大規模なオラトリオ・コンサートを開催している。コンサート協会の合唱リーダーは、市立劇場の合唱指揮者を務める。

### 美術館・博物館

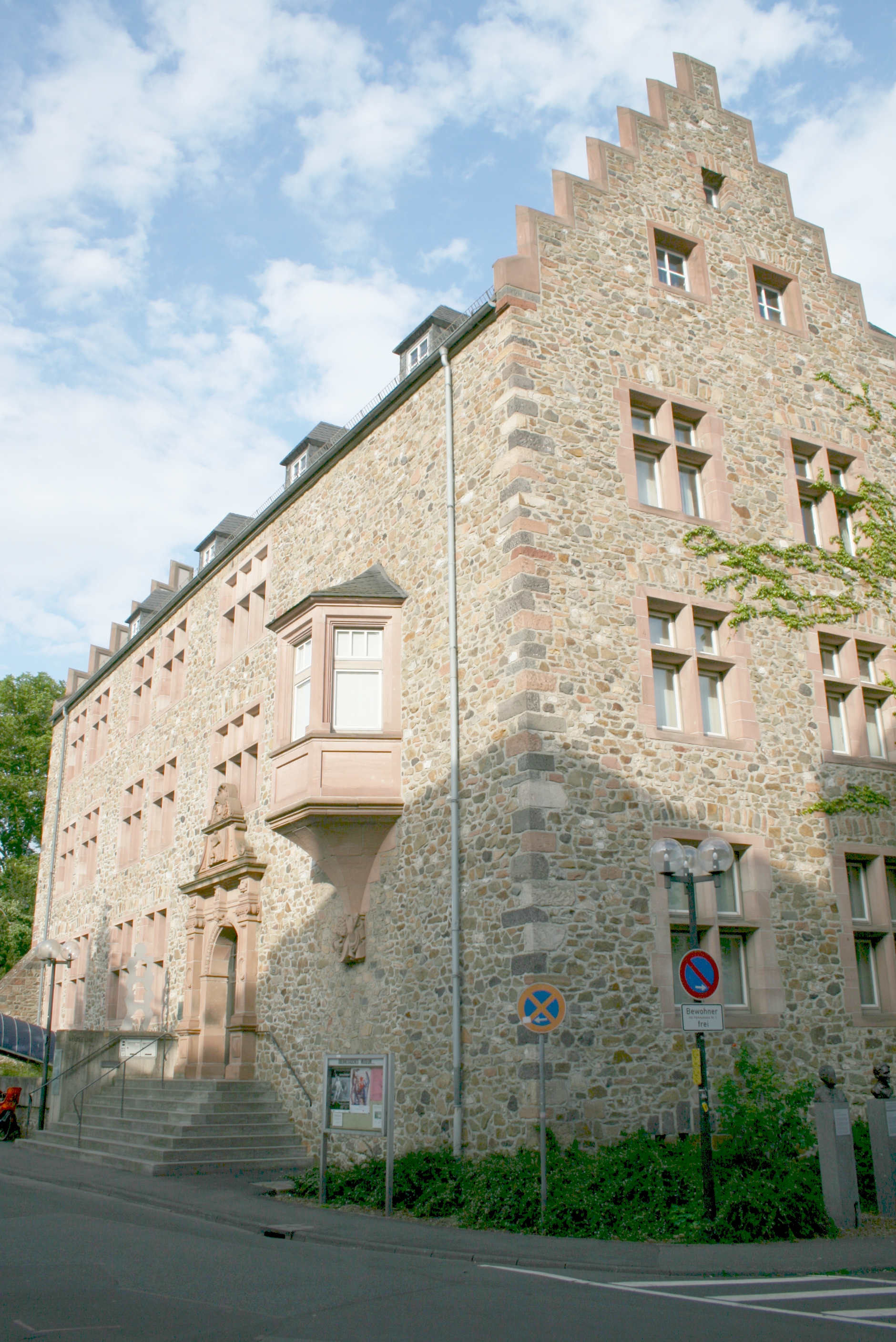
オーバーヘッセン博物館が入居する旧城館

旧中央税務署のマテマティクム（数学博物館）は、ドイツ初で唯一の種類の博物館である。見学客は遊びながら数学に取り組む機会が得られる。マテマティクムのすぐ近くにリービヒ博物館がある。ここはユストゥス・リービヒの作業場（オリジナル）であり、この偉大な化学者の業績への敬意を表している。
内市街にはこの他に、旧城館、ヴァレンフェルッシェス・ハウス、ライプシェス・ハウスの3つに分かれたオーバーヘッセン博物館がある。ヴァレンフェルッシェン・ハウスとライプシェ・ハウスは、ギーセンに現存する最も古い建物に数えられる。この2つの建物は、ともにキルヒ広場に面して建っている。ここには、ギーセン地方の先史時代、古代、考古学、民俗文化に関する膨大なコレクションが収蔵されており、市の歴史に関する大規模な展示がなされている。ブラント広場の旧城館には、19世紀から20世紀の地元芸術家の芸術作品コレクションが収められている。
同時代芸術は、1998年以降ギーセン新芸術協会が収集している。この協会は2003年以後、リッヒャー・ガーベルが住まいの敷地内に建てた旧キオスクに入っている。
- マテマティクム
- マテマティクムの展示（年輪）
- リービヒ博物館
- リービヒ博物館の展示
- ヴァレンフェルッシェス・ハウス
- オーバーヘッセン博物館の展示品、ローマ時代のオイルランプ
- ギーセン新芸術教会。背景は旧墓地の礼拝堂

### マニシェ方言
ギーセンの特殊性の一つが、現在では消滅しつつあるマニシェ方言である。マニシェ方言は、ギーセンのヴェストシュタットに19世紀から20世紀への変わり目頃に建設された小さなレンガ造りの家による集落「グミインゼル」（かつてゴム会社の労働者住宅地であったことからこの名がつけられた）や、オイレンコプフ、ハイヤーヴェーク、マルガレーテンヒュッテといった周縁部の住宅地で使われたが、隣接するヴェッツラーのフォンスターローやヴィトゲンシュタインのベルレブルクでも使われた痕跡もある。

### 建築
第二次世界大戦の空爆で徹底的に破壊されたことを背景にした、戦後の都市計画により本来の都市中心部には、工業化以前の時代の建物はほとんど遺されていない。土塁施設の外側の街区には、数多くの、一部は見応えのある建築学上の作例がある。これらは、本市の2度の成長期、創設期、1950年代、いくつかの街区（ヴァルトヴェーク街、ヒンテラー・アスターヴェーク）では1920年代に建設されたものがある。

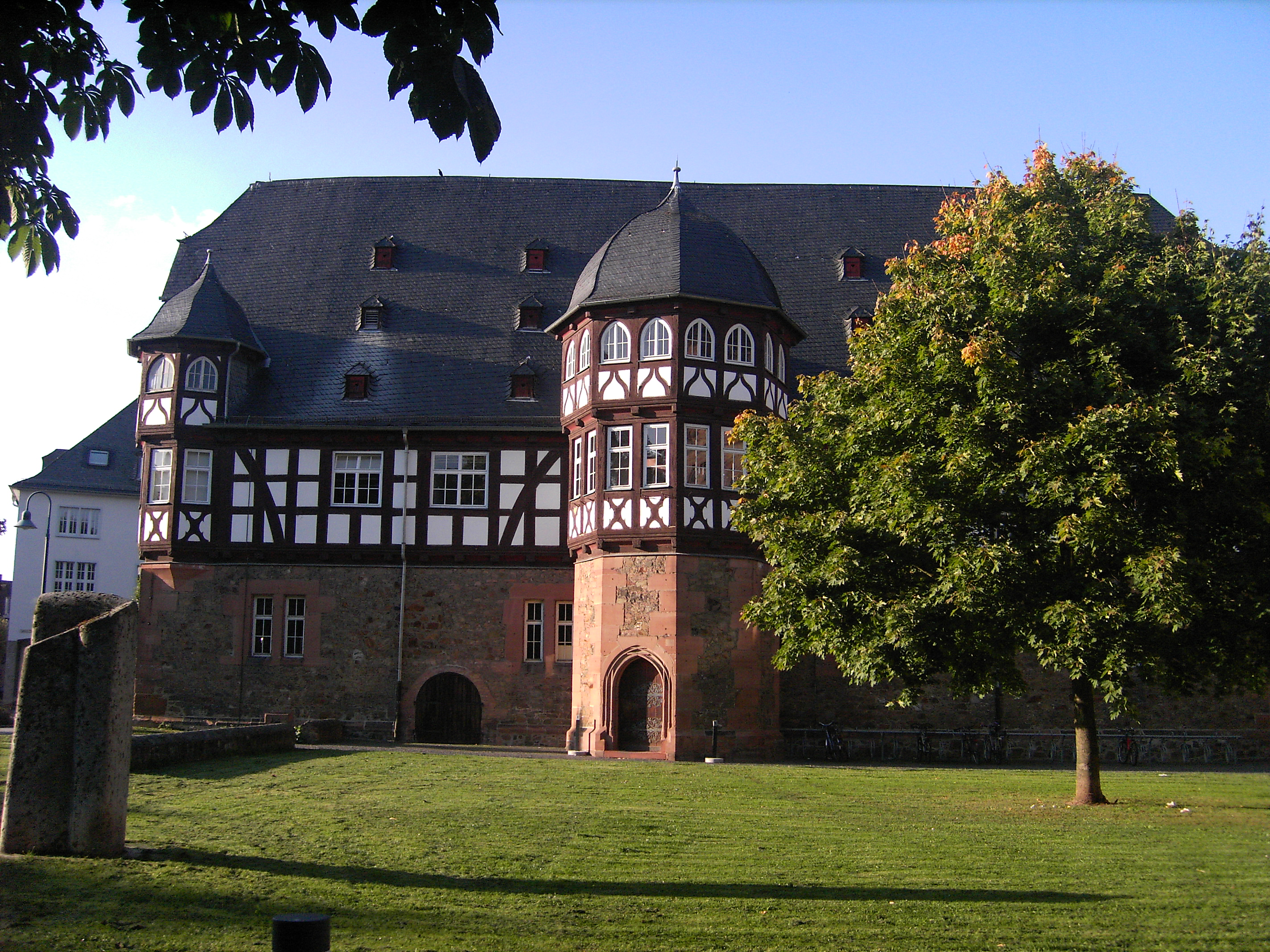
新城館

いくつかの再建された木組み建築もギーセンの見所に数えられる。かつてゲーテが宿泊し、たびたび食事をしたノイエンヴェークの旅館「ツーム・レーヴェン」（ライオン亭）、ヘッセン方伯の旧城館と新城館（ブラント広場）、キルヒ広場のブルクマンネンハウス（城代の館）などである。
ギーセンのユストゥス・リービヒ大学ギーセン本館も見所の一つである。この建物は市の中核部、ルートヴィヒ通りの「ファイアーマイレ」前にある。大学が使用しているツォイクハウスもこれと関連して見所に挙げられる。
古典主義様式の市教会は、1944年の空爆によって破壊された。ゴシック様式の西塔だけが修復され、反戦記念碑として用いられている。破壊された市教会の瓦礫から、パンクラティウス礼拝堂のゲオルク＝シュロッサー通り側が造られた。
市立劇場から遠くない場所にヨハネス教会がある。この教会は1891年から1893年にベルリンの建築家ハンス・グリーゼバッハの計画に基づいて建設されたギーセン最大の福音主義教会である。ネオロマネスク様式の教会の塔は高さ 75 m で、周囲の建物から抜きん出ている。

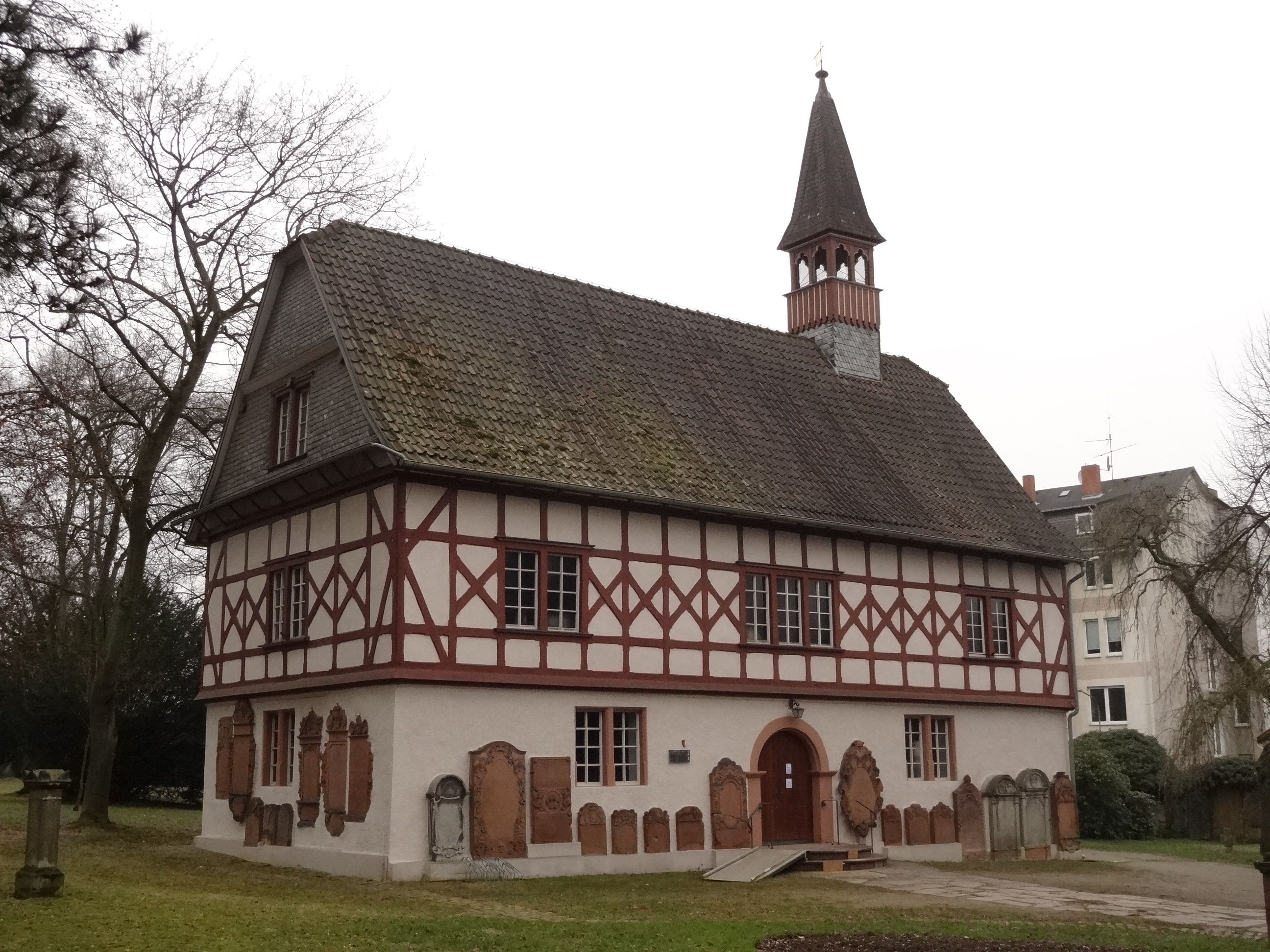
旧墓地の礼拝堂

旧墓地はナールングスベルクにある。この墓地は、市が防衛施設の外に拡大していった1530年に設けられた。この墓地には1623年から1625年にヨハン・エーベル・ツーム・ヒルシュの監督下で建設された礼拝堂がある。この礼拝堂は1860年にフーゴ・フォン・リトゲンによって修復された。この墓地には、この街で育ち、埋葬されたヴィルヘルム・コンラート・レントゲンの墓がある。この他の見所としては、ラテン語の銘が刻まれた墓石がある。これらは礼拝堂の周囲に集められているが、墓地が設けられた1530年頃（あるいはそれ以前）に作られたものである。
ユダヤ教のシナゴーグは、曲折に富んだ歴史を持つ木組み建造物である。1835年に建てられたこの建物は、元々はヴォーラにあり、オフィスとして使われていた。1867年から1940年までヴォーラのシナゴーグとして利用された。1940年にこの地のユダヤ教会はこの建物を強制的に売却させられた。1990年にギーセンのユダヤ教会がこの建物を買い取り、1992年に新たなユダヤ教会センターの中心に移転した。このシナゴーグには、35人の男生徒25人の女性を収容できる。
2007年に保護文化財のキンケルシャー・ミューレ近くの堰に魚道を持つヘッセン水情報センター「ラーンフェンスター」がギーセン行政管区長官によって建設された。2014年、州のガーデンショーを契機に拡張され、再オープンした。

#### 内市街と駅
全国的に有名で、本市の象徴となっているのが、ゼルターストーアの歩行者専用陸橋で、その外観から「エレファンテンクロー」（象の便器）というニックネームがつけられている。

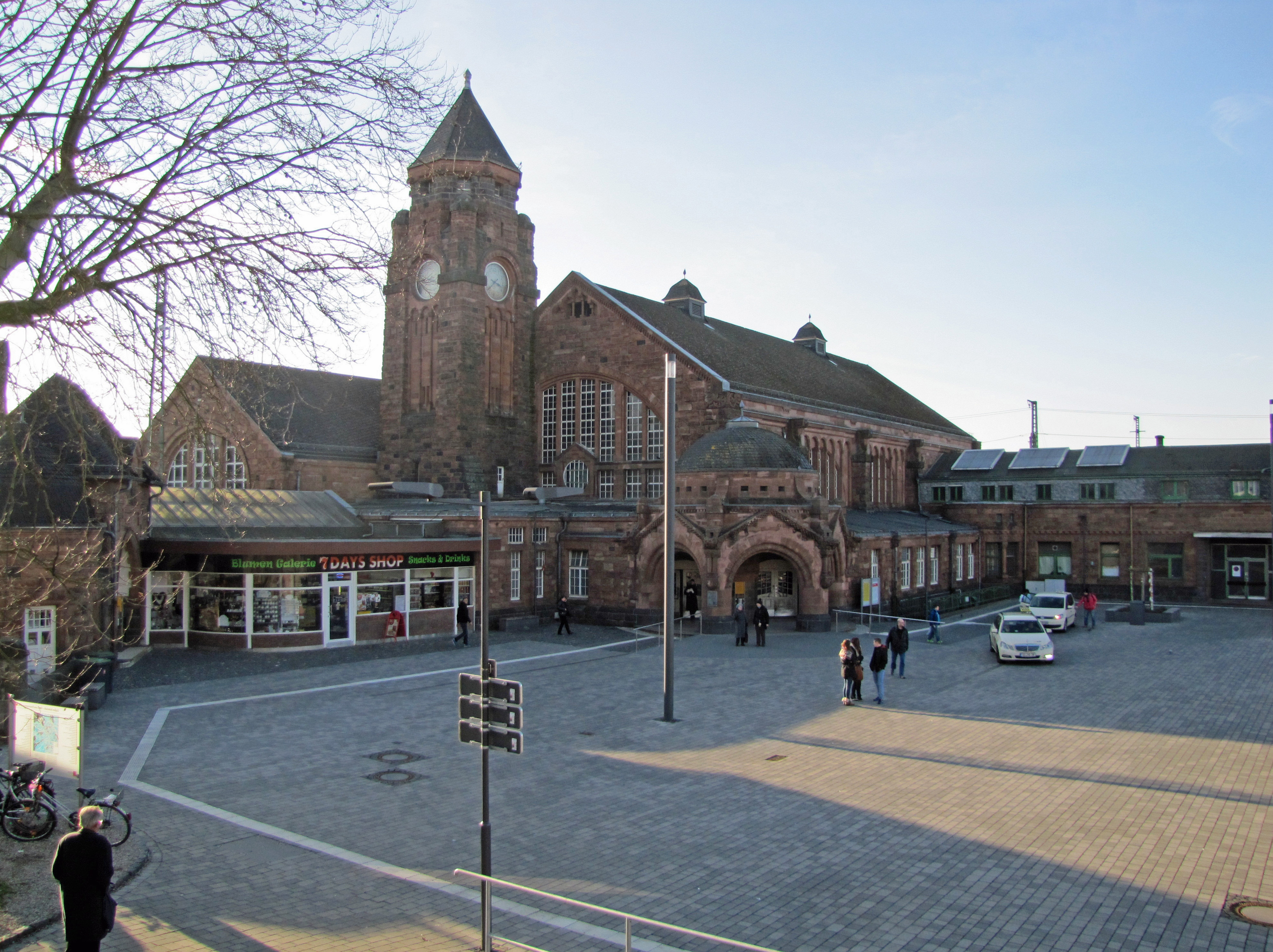
ギーセン駅

内市街の南に位置する駅舎は、1904年から1906年にルートヴィヒ・ホフマンによって、ダルムシュタットのユーゲントシュティールの伝統に則って建設された。1854年に建造されていたマイン＝ヴェーザー鉄道のための先行駅舎は一部がこれに取り込まれた。
市の北西部、福音主義病院の近くにビスマルク塔がある。1884年から1885年に建設されたロイテルト荘は、オストアンラーゲにあり、現在は戸籍役場が入居している。

#### ベルリナー広場
ベルリナー広場とその周辺では、2000年代初めに大規模な建設工事が行われた。1950年代に建設された旧市庁舎は新庁舎のために解体された。現在は、砂色の市庁舎（この建物には市立図書館も入居している）と、これによく似た外観の新しいグロースキーノ（映画館）がベルリナー広場を占めている。この建設工事に伴って、オストアンラーゲにあったいくつかの隣接する付属建造物も解体された。この広場を北から眺めると、右に市立劇場、左に新市庁舎と映画館、正面から右寄りにコングレスハレ（会議場）が見える。その斜め裏側にあたる近隣のルートヴィヒス広場には高層建築群がある。これらの高層建築は、ギーセンで最も高さの高い建築群であり、第二次世界大戦後の急速な（一定のコンセプトに基づかない）復興を象徴する典型的な例である。角の建物の最上階には「ダッハカフェ」があり、ここからの街のパノラマは眺める価値がある。

#### 兵舎/リヴァース兵舎
ドイツ再統一に伴い、アメリカ軍はギーセンの駐留を10年間で徐々に放棄していった。これにより空いた土地は市自身が保持しており、しだいにコンセプトに従った開発が行われている。アウト＝マイレがその一例である。この旧兵舎用地には数多くの自動車販売業者が支店を開設している。

#### シッフェンベルク

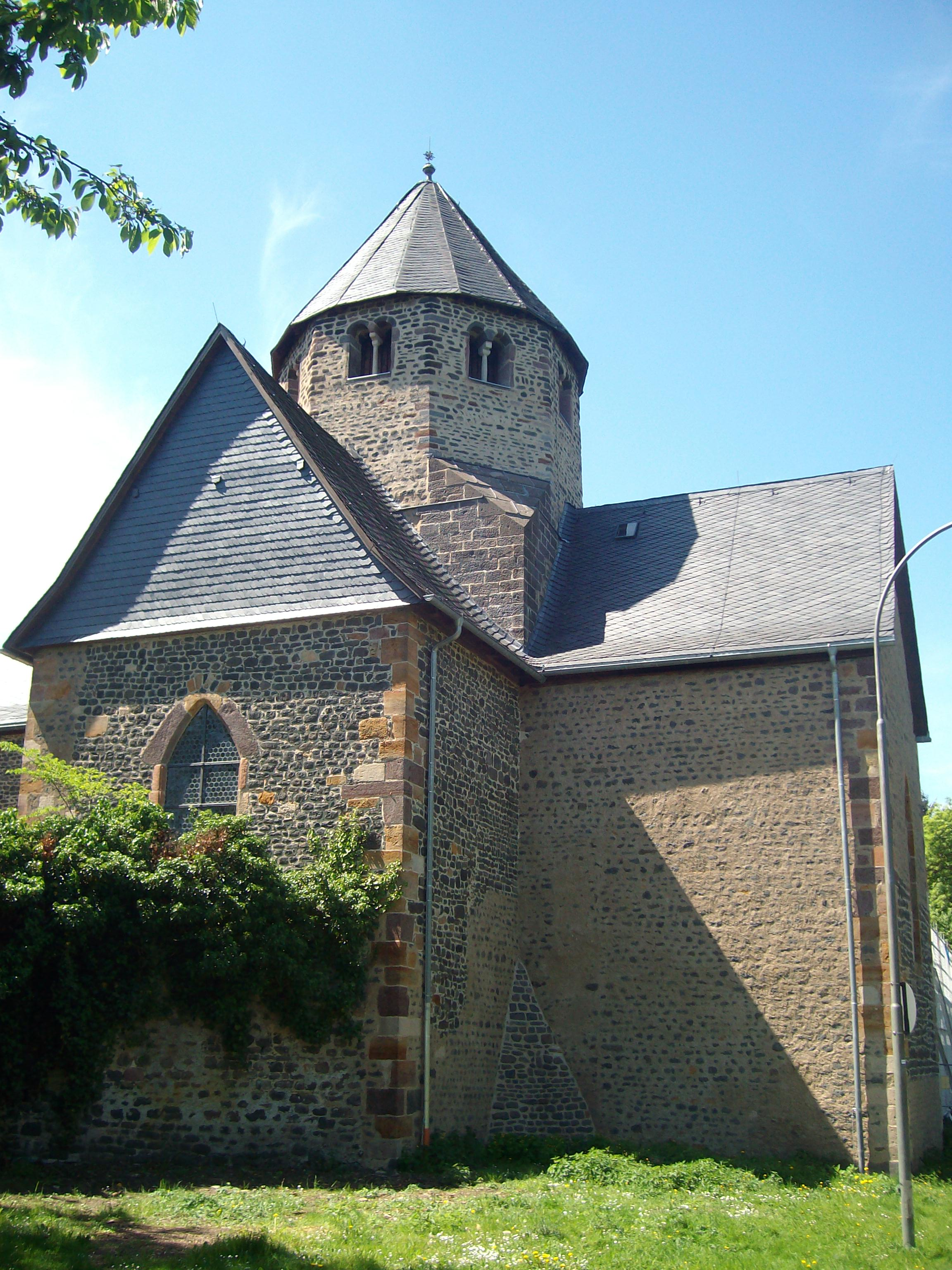
シッフェンベルクのバシリカ教会

人気の行楽地が、約 5 km 離れた、ギーセンの「里山」シッフェンベルク (281m)である。この山は1972年にヘッセン州から買い取られ、市に編入された。旧修道院（アウグスティノ修道参事会）の建物内で飲食店が営業を行っている。翼廊と八角形のクロッシングを有する列柱バシリカのロマネスク建築は、一部が12世紀の第2四半期に起源を持つ。西側のピラスターストリップのあるアプスと2つの付属の円塔（ほぼ完全に破壊されている）は、12世紀の経過に従って拡張されたものである。南の側廊は保存されていない。建築装飾はほぼ完全に失われている。この施設は1323年にドイツ騎士団の所有となった。ドイツ騎士団は、南側に上級騎士修道士の館、西側に修道院長代理の館を建設した。1809年にこの騎士団は廃止された。調度では、初期ゴシック様式の玄武岩製の洗礼盤（13世紀）が内陣に遺されている。1320年頃に創られた聖母立像である「シッフェンベルクのマドンナ」は、ダルムシュタット・ヘッセン州立博物館のコレクションになっている。

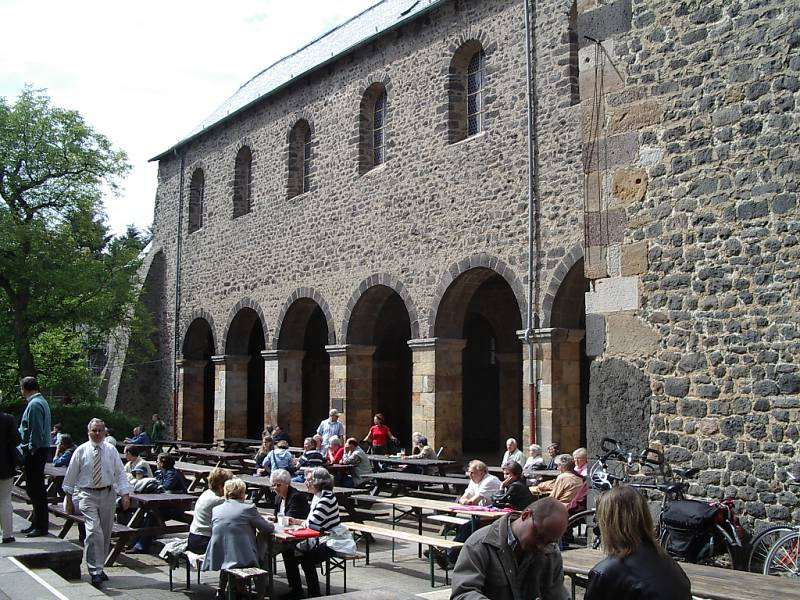
「音楽の夏」

1975年以降、シッフェンベルクで開催されるイベントシリーズ「ムジカリシャー・ゾンマー」（音楽の夏）では、毎年夏に数多くの野外コンサートが開催される。地元の方言で演奏する民謡やバンドから、ジャズ、ポップス、流行歌、合唱コンサートや演劇上演まで、文化愛好家たちはここで幅広いジャンルを楽しむことができる。市境の外のアーチストたちも客演しており、たとえば2002年にはケルンのバンド BAP やローゼ・ナビンガー、2003年と2007年7月にはゲッツ・アルスマンが参加した。

#### 防空塔
ギーセンとその周辺には、合計8基のヴィンケル型防空塔が遺されている。これらはその外見から「ベートンツィガレ」（コンクリートの葉巻）や「ツッカーフート」（棒砂糖）と呼ばれている。ギーセンにはこの型の防空塔が極めて高い密度で存在している。防空塔のうちダレス住宅地と旧米軍兵舎（ハンナ＝アーレント通り）の2基は現在、住宅地に囲まれている。
別の2基は、リヴァース兵舎（その後ギーセン郡の行政センターとなった）にある。他の防空塔の設置箇所はレオ・ヴィンケル文書に記録されている。

#### バーデンブルク

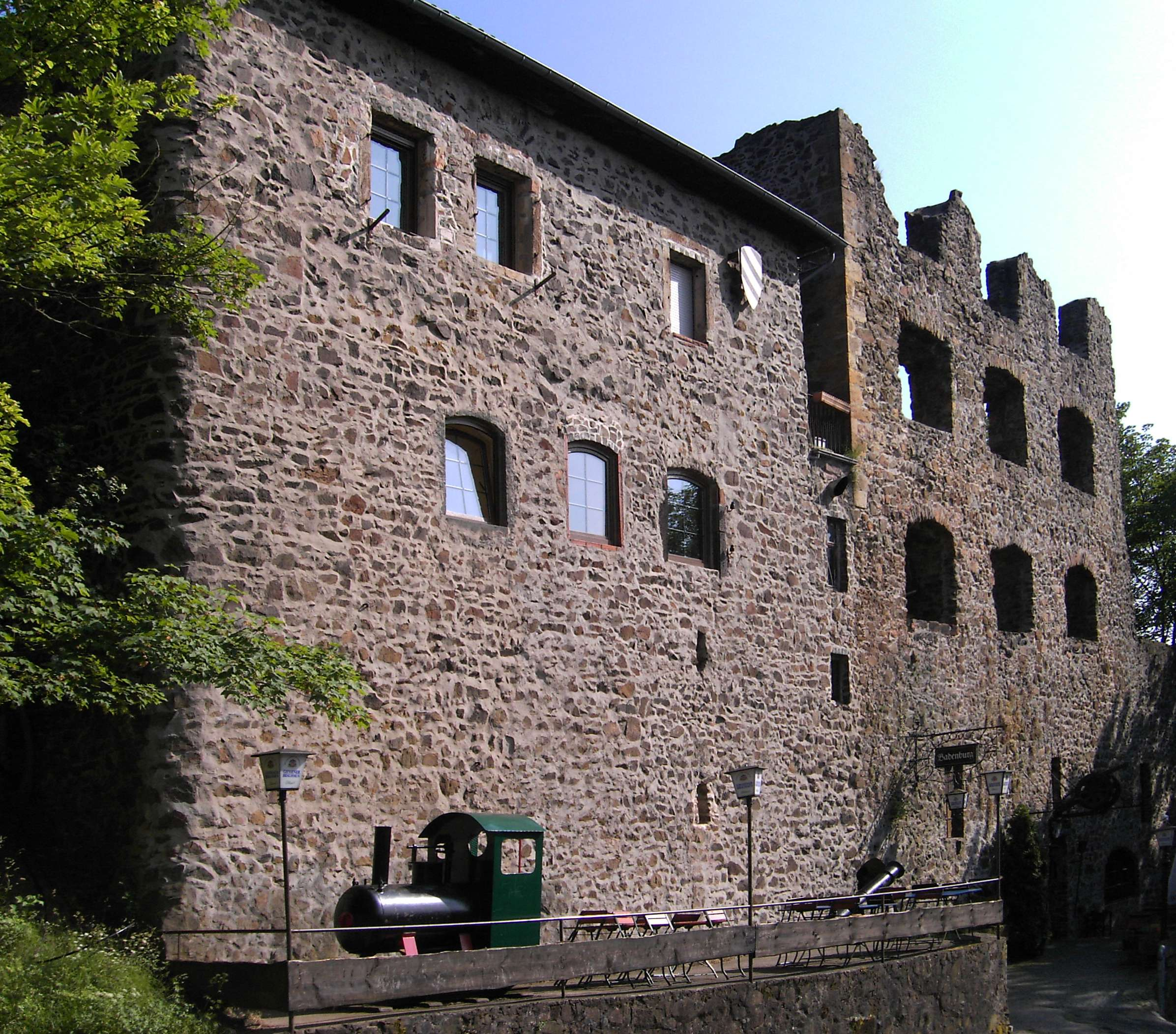
バーデンブルク城

市北西部のバーデンブルク城の遺構は、「イン・デア・フンスバッハ」集落にあり、隣町のロラーに近い。この館は、1358年にヘッセン方伯ハインリヒ2世からレーエンを授けられた封臣ヴァイトルスハウゼン家によって建設され、三十年戦争で破壊されるまで居館として利用された。ゲオルク・ビュヒナーもバーデンブルクに滞在し、ここで『ヘッセン急使』を執筆した。この遺構内で旅館が営まれている。
- 修復された市教会西塔
- パンクラティウス礼拝堂
- ツォイクハウス
- ラーンフェンスター
- 「象の便器」と呼ばれるゼルターストーアの歩行者専用陸橋
- ロイテルト荘
- シッフェンベルクの洗礼盤
- アウトマイレの防空塔

### 公園

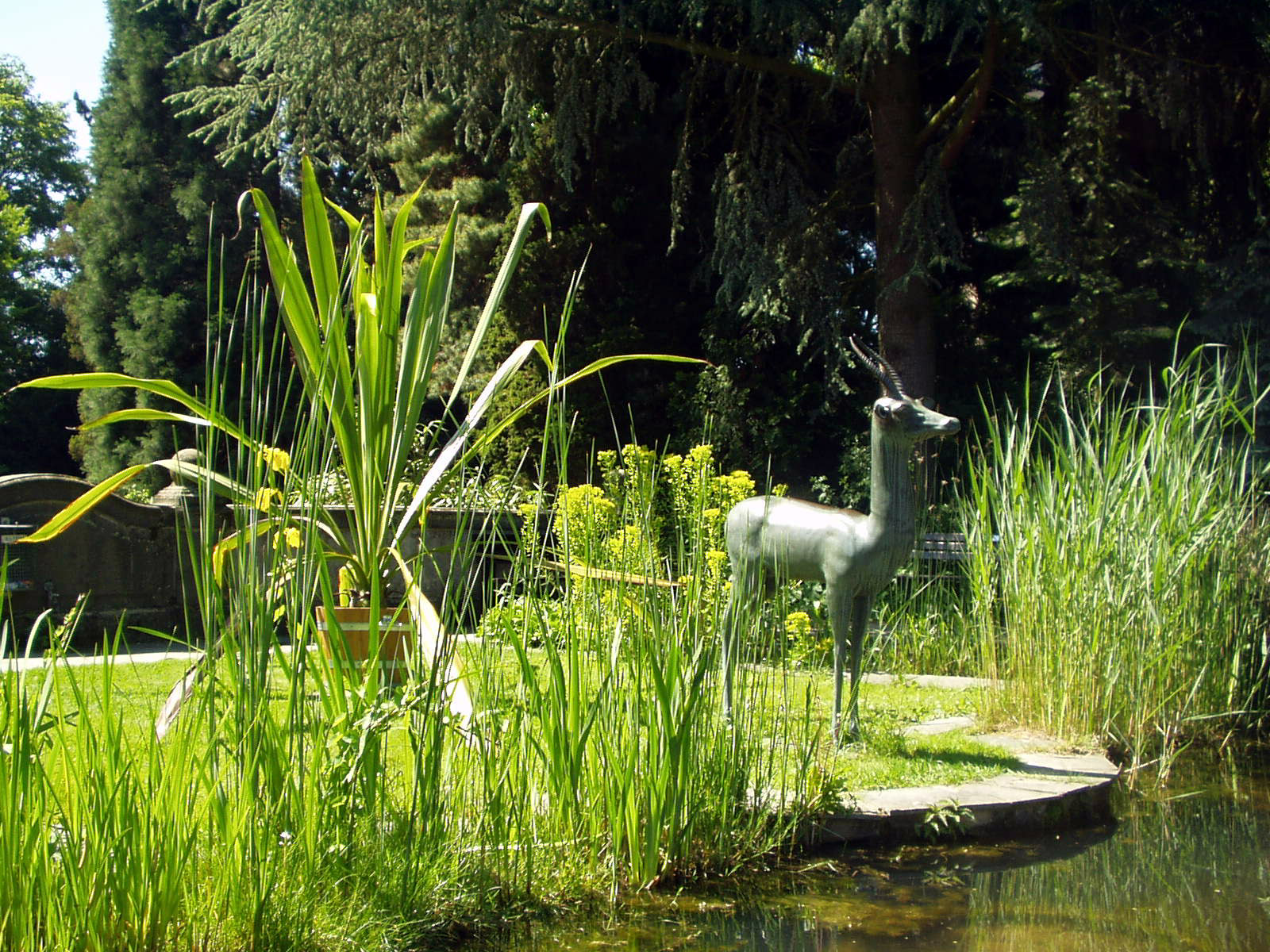
ギーセン植物園

1609年に造営された植物園は、造営された当初の場所にあるドイツで最も古い大学植物園である。大学開設の2年後に植物学者で医師のルートヴィヒ・ユンガーマン（1572年 – 1653年）によって薬用植物園として設けられた。約 3 ha の園内に世界中から集められた約 7500種類の植物が栽培されており、3月20日から10月20日まで一般公開されている。
この他に、オストアンラーゲの公園やジュートアンラーゲとヨハネス通りとの間にあるテアターパルクが挙げられる。ベルリナー広場のすぐ近くにあるギーセン市立劇場のテアターパルクには、ギーセン彫刻家シンポジウムの塑像コレクションやレントゲン記念碑がある。劇場周辺の施設は、夏には催し物の他に休憩に利用される。
オストアンラーゲの公園は小さな池と噴水を持つ市の公園である。この公園は19世紀末頃に造営され、堀を境界としている。大学のフィロゾーフィクム（哲学部キャンパス）I と II とを結ぶクンストヴェーク・ギーセン（ギーセン芸術の道）は公園風の緑地を通っている。1982年から徐々に作品が増えて行き15体の塑像がある。ナールングスベルクの入り口付近にギーセン新芸術協会がある。

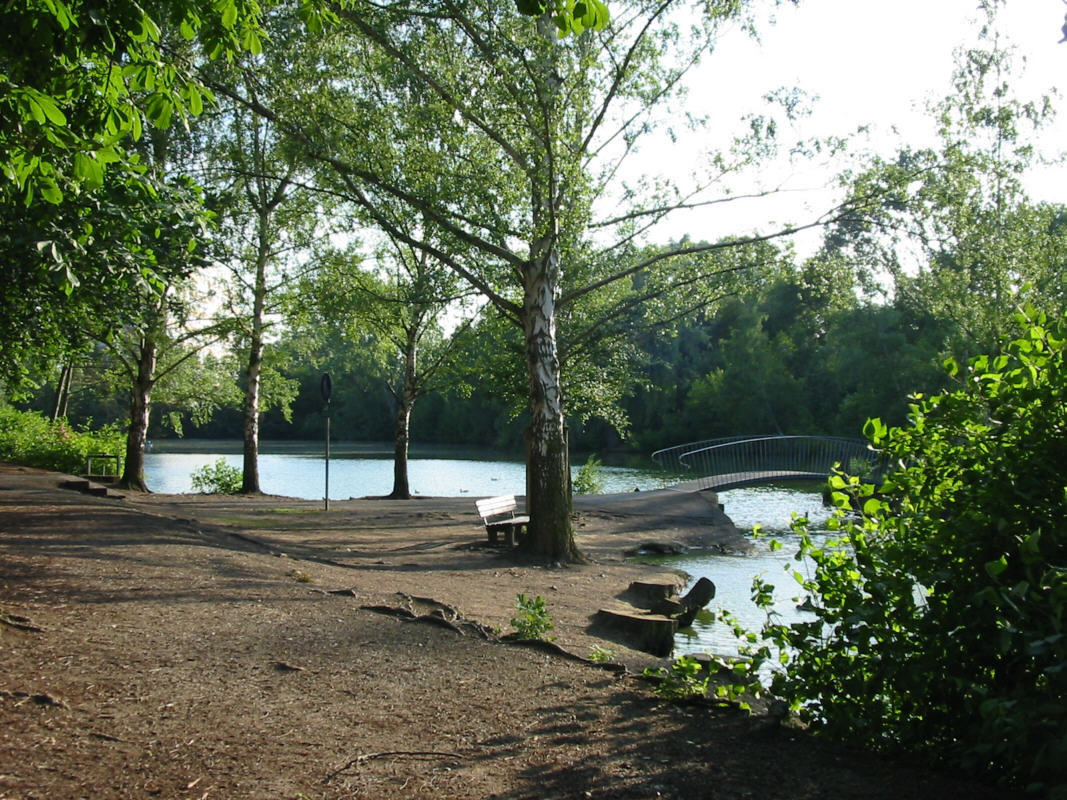
シュヴァーネンタイヒ

ヴィーゼック川とフィロゾーフェンヴァルト（哲学の森）との間に位置する一部が湿地状の近郊保養地シュヴァーネンタイヒ（池）も書き記す価値がある。ここは、多くの部分からなっており、周回遊歩道、広葉樹の並木道や緑の自然に囲まれている。この地域はヴィーゼック川沿いの草地ヴィーゼックアウエが入り込んだ部分である。この川は、ギーセンに北のミッテルヘッセン工科大学の高台から内市街に入り、ここから泡沫会社設立時代に運河化された流路を通って旧市街の周囲を流れている。頻繁に利用されるギーセンの余暇施設であるスイミングプール・リングアレーのすぐ隣に位置しているここは、日光浴に人気の広場である。
ギーセンは、„Auf zu neuen Ufern“（新たな岸辺で）というモットーの下、2014年第5回ヘッセン州ガーデンショーを開催した。

### スポーツ
ギーセンには有名なスポーツクラブがいくつかある。男子バスケットボール・ブンデスリーガの最も古いチーム MTV 1846 ギーセンがあった。このチームはその後 LTi ギーセン 46ers に移管され、現在はギーセン 46ers である。このクラブはこれまで5回ドイツ・チャンピオンになり（1965年、1967年、1968年、1975年、1978年）、カップ戦を 3回（1969年、1973年、1979年）征した。このクラブは 2年間バスケットボール・ブンデスリーガ 2部でプレイした後、2015/2016年シーズンから再びブンデスリーガに復帰する。MTV 1846 ギーセンは、現存するドイツで最も古いスポーツクラブの一つである。
かつては、USC ギーセンのバレーボールチームはブンデスリーガで（ドイツ・チャンピオン 1982年、1983年、1984年; ドイツ杯 1984年）、TV リュッツェルリンデンの女子ハンドボールやギーセナー SV (GSV) の男女卓球は全国的なタイトルホルダーであった。TV リュッツェルリンデンの女子ハンドボールは、1990年代にドイツで最も成功したチームの一つであったが、2004年にブンデスリーガ1部のライセンスを失い、2005年にゲーム運営から撤退した。
卓球では、ギーセナー SV の女子チームが1970年代にブンデスリーガでプレイしていた。有名な選手としては、クリスタ・フェダーハルト＝リュール、ブリッタ・ハイルマン、ハイドルン・レーミヒ＝フリック、ベルベル・ツィプス、ゲルリンデ・グラッツァー、ゲルトルート・ポトクニーク、ギーゼラ・ヤーコプ、カーレン・ゼニオール、ウラ・リッヒャー、ハイケ・コール、ミリアム・ユーパ、アンゲリーカ・シュライバー、エーヴェリン・オグロスケがいた。1982年にチームは廃止された。
漕艇競技は 3つのクラブ（WSV ヘラス・ギーセン、ギーセナー・ルーダークラブ・ハッシア 1906、ギーセナー・ルーダーゲセルシャフト）で行われている。この中で最も成功したクラブであり、最も古いクラブがギーセナー・ルーダーゲセルシャフト 1877 e.V. である。3つのクラブは 1954年にレガッタ＝フェライン・ギーセン e.V. を設立した。この組織は、ドイツ最大のレガッタ「国際ギーセン聖霊降臨祭レガッタ」の主催者である。近年では、スタート時にはドイツ全土やヨーロッパ諸国から 2千人以上の男女漕艇競技選手がラーン川のレースコースにやってくる。ギーセン聖霊降臨祭レガッタは、最初の大会が早くも1882年にギーセンで開催された、ドイツで最も古いレガッタの一つである。2012年からギーセナー・ルーダークラブ・ハッシアとギーセナー・ルーダーゲセルシャフトは共同でギーセン＝アハターを組織し、漕艇ブンデスリーガに参加した。
この他に、ギーセンには1787年に設立されたドイツで最も古いダンス学校である「タンツシューレ・ボイルケ」がある。また、ギーセンには、ヘッセン最大の弓部門を持つ射撃協会がある。TSG ヴィーゼックの女子チームは2009年まで陸上ブンデスリーガのチームであった。これら上述のクラブの他にもギーセンには数多くのサッカークラブ（VfB ギーセン、TSG ヴィーゼック、さらにはMTV 1846ギーセンやTSV レジェンのサッカー部門など）がある。

### ニックネーム

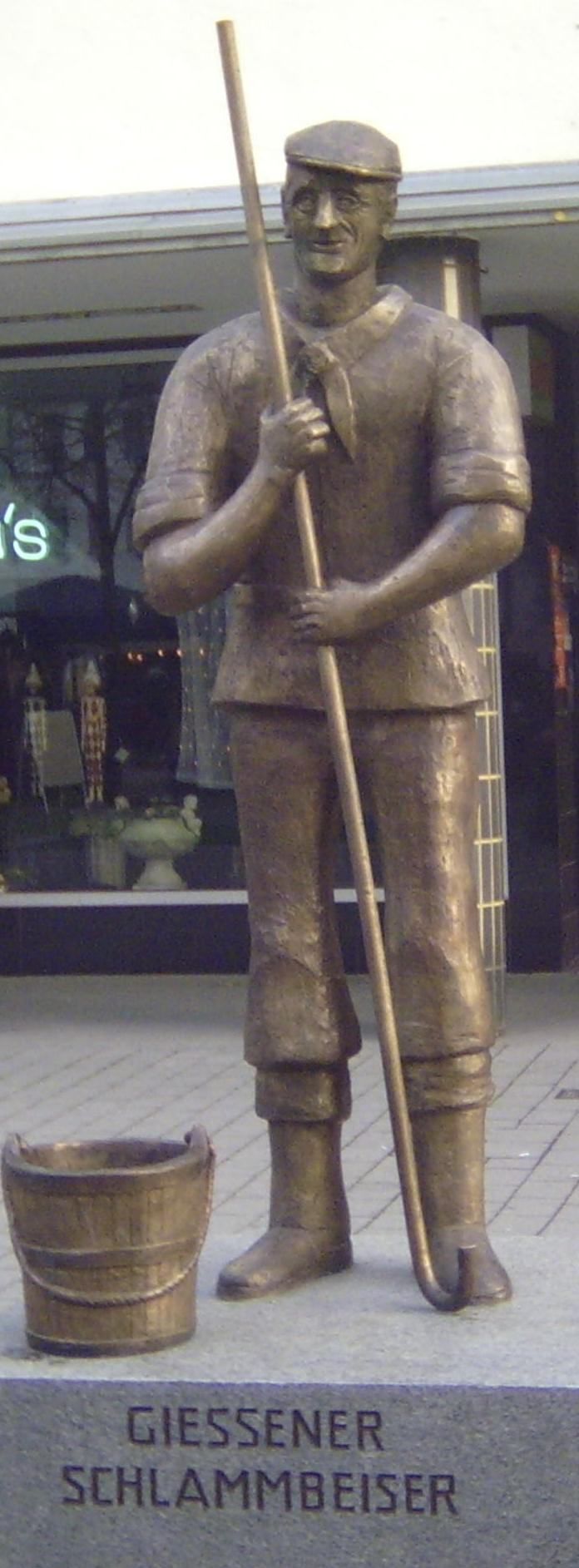
シュラムバイザー記念碑

しばしば蔑む意味で使われる「シュラムバイザー (Schlammbeiser)」または「シュランプ＝アイザー (Schlammp-Eiser)」は、ギーセン市民を指している。この言葉は、運河の清掃人が使う道具「シュランプ＝アイゼン (Schlamp-Eisen)」に由来する。運河化が完了する以前、家庭からでるゴミや汚物 (Schlammp) を清掃人が長い鉄の棒 (Eisen) で掻き出し、木製の荷車で街の外へ運び出していた。家の間には、しばしば小さな路地があり、バケツが置いてあった。路地上のスペースには汚物がぶら下げてあった。シュラムバイザーは長い鉄の棒で路地からこのバケツを引っ張り出して、空にしていた。
2005年11月、歴史的なギーセンのシュラムバイザーの記念碑が寄附金によってギーセンのキルヒェン広場に建立された。この像は、建立のための寄附金キャンペーンの主導者であるアクセル・プフェッファーに似ていると言われている。しかし実際には、運河清掃業者ヴィリー・ヴェストブロック GmbH のオーナーであるヴィルヘルム・ヴェストブロックがこの像のモデルである。
この名前は、以下のように使われている。
- メッセ広場のシュラムバイザー教会祭、シュラムバイザーの小売店主市
- 市とラーンアンリーゲルンが組織する祭「シュラムバイザース・ラーンルスト」
- ギーセンのいくつかのクラブの名前や、ギーセン・マリーネフェラインの船名
- ギーセン市の基礎課程学校児童局の「シュラムバイザー＝サイエンス＝キャンプ」

1991年にチャーリー・ヴェラーは映画「シュラムバイザー」で、マックス・オフュルス奨励賞を受賞した。

## 経済と社会資本

ギーセンリングの地図

### 交通
ギーセンは、ミッテルヘッセンおよびヘッセンの交通の要衝であり、たとえばフルダ、カッセル、フランクフルト・アム・マイン、ジーゲンといった都市を相互に結んでいる。ラーンタールは北（マールブルク、カッセル）や西（ヴェッツラー、リムブルク、コブレンツ）からの交通網を集約し、ヴェッテラウが南（フランクフルト）への接続を形作る。

#### 道路
ギーセンは、その一部がアウトバーンから構成されるギーセン環状道路ギーセナー・リングで囲まれている。アウトバーン A480号線（ヴェッテンベルクからライスキルヒェン・ジャンクションへ）と A485号線を含み、連邦道 B429号線と B49号線（トリーア – ヴェッツラー – アルスフェルト）がリングの西側を担っている。
全国的あるいは国際的に重要なアウトバーン A5号線（フランクフルト – カッセル）と A45号線（ドルトムント – アシャッフェンブルク）がアウトバーン網を補っている。南方面（リヒ、フンゲン）には、連邦道 B457線が延びている。
市域は、戦争でひどく破壊された後、自動車利用に最適化するよう再興された。幅広い誘導路が、かつての土塁施設の上を通っている 4車線の環状道路へ導いている。このアンラーゲリングのいくつかの箇所は、本市で最も混雑する場所である。旧土塁施設の内側にあたる中核市区は1990年代から自動車の乗り入れを広い範囲で禁止している。
さらにギーセンは、2005年から市を東西南北4つの駐車区域に分割し、それぞれ空いている駐車スペース数をリスト化させる駐車場管理システムを採用している。
ギーセン市内には、ラーン川を渡る地点が 2箇所ある。ザクセンホイザー橋はギーセン・ヴェストシュタットのオスヴァルツガルテンの高台と内市街を直接結んでいる。それから 300 m 南にコンラート＝アデナウアー橋があり、ホイヒェルハイム方面の交通を担っている。州のガーデンショー2014を契機にズデンテンラント通りを延長し、ノルトシュタットとギーセン西市区とを結ぶ自転車・歩行者用橋が計画された。ギーセン出身の自転車競技選手にちなんでクリストフ＝リュプザメン＝シュテークと命名されたこの橋は、2014年5月1日に開通した。

#### 鉄道
ギーセン駅（ドイツ語: Bahnhof Gießen）は4本の鉄道路線が乗り入れる、鉄道交通の要衝である。1991年にハノーファー-ヴュルツブルク高速線が完成し、同路線を経由したICEが運行を開始すると、フランクフルトとカッセル間の旅行客の多くがギーセン経由ではなくフルダ経由で移動するようになり、鉄道網がヘッセン州東部の都市に有利になる変化をもたらした。しかし高速線の工事閉鎖などの時は迂回経路となるなど、現在でも重要な役割を担っている。

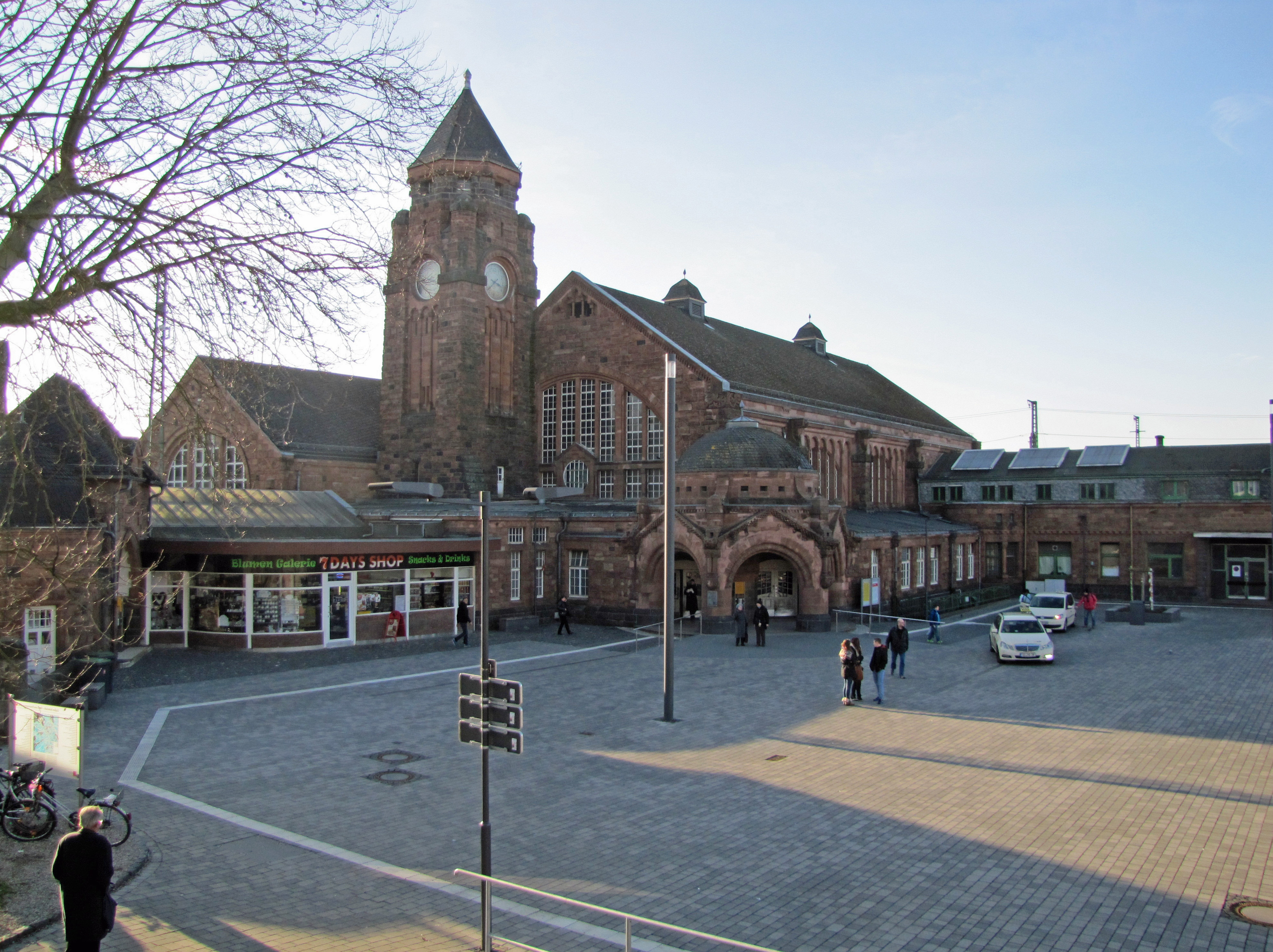
ギーセン駅

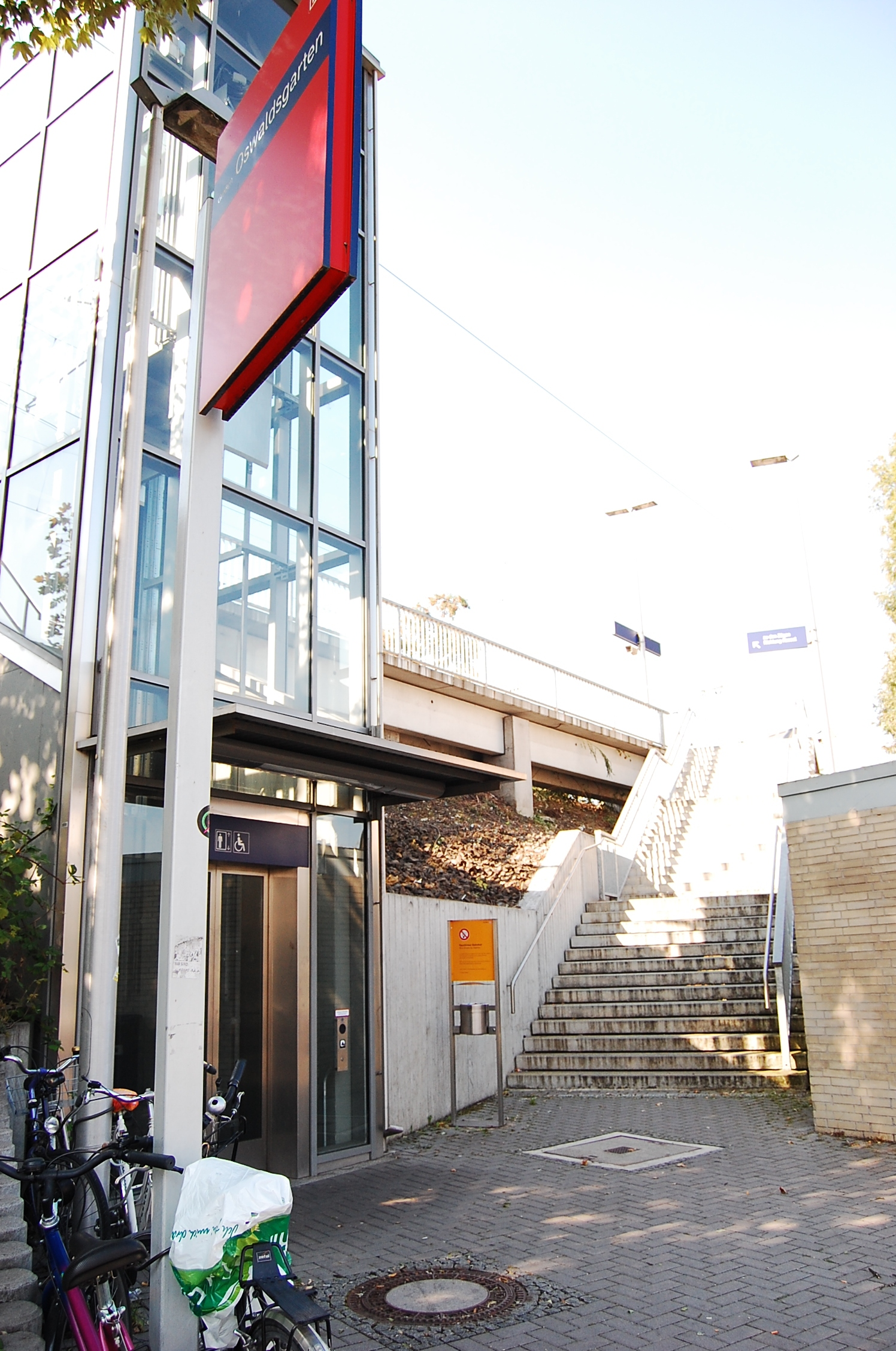
オスヴァルツガルテン駅

ギーセンで最も重要な路線はフランクフルトからカッセルへ走るマイン＝ヴェーザー鉄道である。当路線を経由するICE、ICが当駅に停車する。ケルン – ギーセン鉄道はヴェッツラーやジーゲンを経由して、ミッテルヘッセンをラインラント地方やルール地方と結んでいる。ラーン渓谷鉄道は正式にはヴェッツラー - コブレンツ間であるが、多くの列車が当駅を始発・終着としてリムブルク経由でコブレンツまでラーン川沿いをたどる。アルスフェルトやフルダへ向かうフォーゲルスベルク鉄道は、アウトバーン A5号線と同様にこの山地の北側を回り込んでいる。ラーン＝キンツィヒ鉄道はギーセンからフォーゲルスベルク山地の南の支脈を通り、ヴェッテラウ東部を抜けてキンツィヒタールに入る。ここからポールハイム、リヒ (オーバーヘッセン)、フンゲン、ニッダ、ビューディンゲンといった街を通ってゲルンハウゼンに至る。
ギーセンにはギーセン駅の他に以下の駅がある:
- リッヒャー・シュトラーセ駅（フォーゲルスベルク鉄道の停車場）
- エルトカウター・ヴェーク駅（ラーン＝キンツィヒ鉄道の停車場）
- オスヴァルツガルテン駅（マイン＝ヴェーザー鉄道のマールブルク発着のローカル列車停車駅、中心街の最寄り駅で2004年開業）

さらに貨物駅とクライン＝リンデン地区にある分岐駅ギーセン＝ベルクヴェルクスヴァルト駅がある。後者はフランクフルト発着路線とヴェッツラー発着路線がギーセン駅を経由せず、直接接続する。2003年までギーセンには車両基地があった。

#### バス
ギーセンの近郊交通は、15系統の乗り合いバスを運行しているギーセン市施設局が担っている。ギーセンでは、1909年から1953年まで路面電車が、1941年から1968年までトロリーバスが運行していた。2008年10月から市の依頼により、週末は 2時間ごとに夜行バス路線を交通実験として無料で運行している。

#### 航空
ギーセンは、南西部のアスファルト舗装の滑走路を持つリュッツェルリンデンのスポーツ飛行場とヴィーゼックアウエのグライダー飛行場がある。かつての交通用飛行場は第二次世界大戦後閉鎖され、米軍のギーセン貯蔵庫が設けられた。
フランクフルト空港は約 70 km 離れている。

### メディア
ギーセンは、人口８万人以下にもかかわらず、2つの互いに独立して出版される日刊紙を有するドイツで数少ない都市の一つである。現存するドイツの日刊紙で最も古いものの一つである「ギーセナー・アンツァイガー」（1750年に「ギーセナー・ヴォーヒェンブラット」として創刊された）と「ギーセナー・アルゲマイネ」（1946年から1966年まで「ギーセナー・フライエ・プレッセ」として刊行されていた）が住民にニュースを伝えている。両紙はそれぞれ固有の印刷所と編集所を有している。ギーセンにはこの他に、週2回市内約 38,000世帯に趣味のレポートの情報を提供する無料紙「ギーセナー・ツァイトゥング」、水曜日と日曜日にそれぞれ刊行される無料紙の「ミッテルヘシシェ・アンツァイゲンツァイトゥング」と「ゾンターク・モルゲンマガツィーン」配布されている。木曜日に、企業、商店、その他の機関に無料で展示されるのがマールブルクおよびギーセン向けの「エクスプレス」で、寄稿文の他に、お知らせ、TVプログラム、広範囲なイベントカレンダーが掲載されている。
ヘッセン放送は、ミッテルヘッセン地域向けのスタジオを本市市内に有しており、ヘッセンの民営放送局であるヒットラジオ FFH や RTL ヘッセン GmbH も地方スタジオを有している。また、ローカルラジオ局 MAIN FM (105.2 MHz) が、この大学都市から地元の重要なニュースを伝えている。さらに市民テレビ局のオフェナー・カナール・ギーセンは、福音病院近くウンテラー・ハルトホーフに本部を置いている。

### 教育

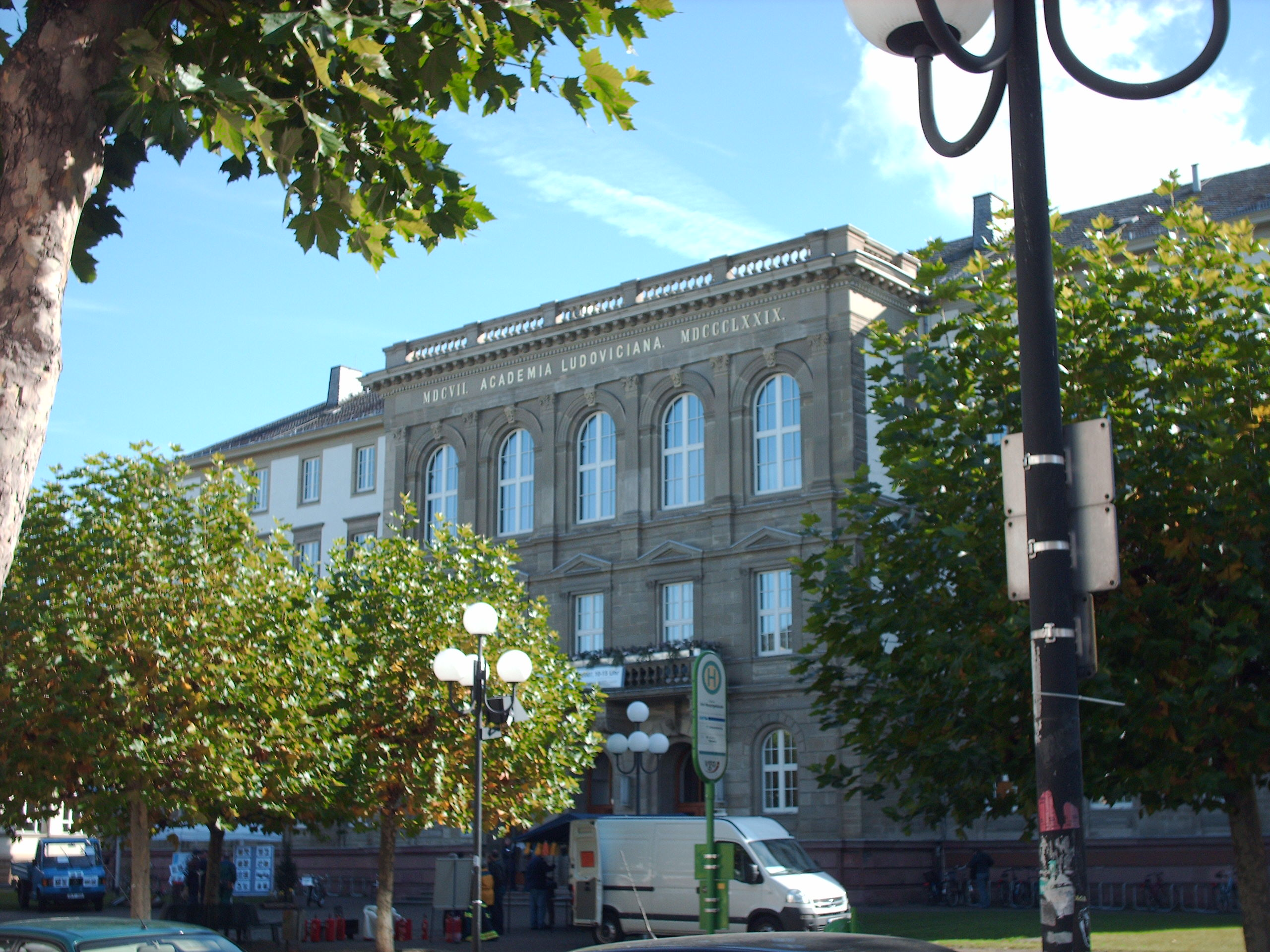
ユストゥス・リービヒ大学本館

この街で最も重要で最も有名な教育施設がユストゥス・リービヒ大学 (JLU) である。この大学は、1607年にルートヴィヒ5世方伯によって設立され、1945年までは創設者にちなんでルートヴィヒ大学またはルドヴィキアーナと呼ばれていた。この大学はその後、今日に至るまで方伯と結びついている。JLU本館は内市街南部のルートヴィヒ通りにある。2005年に 21,177人の学生が籍を置いていたが、2011年の冬学期には初めて学籍数が 25,000人を超えた。また、第1学年の学生数が 6,000人を超えた。教育の重点は、自然科学と医学分野である。JLUは獣医学部や農学部をも包含したドイツで数少ない総合大学の一つである。

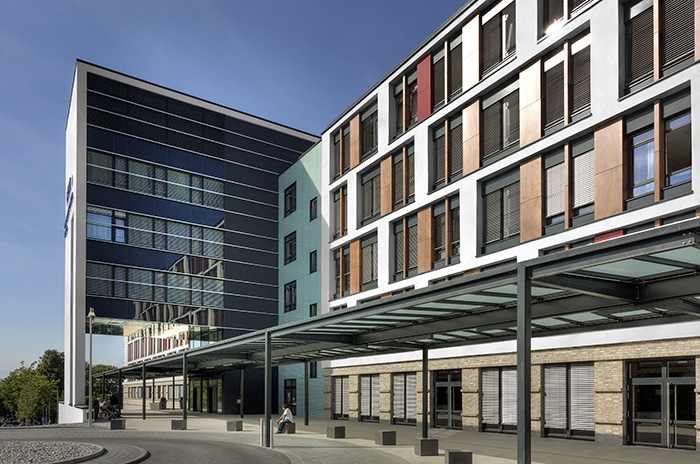
ギーセン大学病院

ルートヴィヒ通りの建物の他に、大学の研究施設は2つの大きなキャンパスに集まっている。市の東部にあるフィロソフィクム（哲学キャンパス）I および II と、南部にある医学・自然科学研究キャンパスである。後者には大学病院もある。
ギーセンにある2つめの大学が、1971年に設立されたミッテルヘッセン工科大学ある。かつてのギーセン＝フリートベルク専門大学で、14,824人の学生のうち 8,380人がギーセン・キャンパスで学んでいる（2015年4月7日現在）。
3つめの大学は私立の自由神学大学ギーセンである。この大学は2008年10月にドイツ初の福音主義大学として開校した。この大学はかつての自由神学アカデミーに由来する。
ヘッセン警察および行政大学のギーセン校には、331人が籍を置いている（2014年現在）。
行政および経済アカデミーのギーセン校には 48人が籍を置いている。
ギーセンは学生比率が約 46 % で、ドイツで最も学生比率が高い都市である。住民数 79,466人中、約 37,000人が学生である。
カトリックのオーバーヘッセン教育機関 は、フォーゲルスベルク郡、ギーセン郡、ヴェッテラウ郡のマインツ司教管区のカトリック成人教育を担っている。
大学が設立される 2年前にラントグラーフ＝ルートヴィヒス＝ギムナジウムがラテン語学校として設立された。
| - 基礎課程学校 - ブリューダー＝グリム＝シューレ - ゲオルク＝ビュヒナー＝シューレ - ゲーテシューレ - ギーセン＝ヴェスト基礎課程学校 - リュッツェルリンデン基礎課程学校 - レトゲン基礎課程学校 - クレーバッハシューレ・アレンドルフ - コルチャック＝シューレ - ケーテ＝コルヴィッツ＝シューレ - ルートヴィヒ＝ウーラント＝シューレ - ペスタロッツィシューレ - ザントフェルトシューレ - ヴァイセ・シューレ・ヴィーゼック - 本課程・実科学校 - アレクサンダー＝フォン＝フンボルト＝シューレ - ペスタロッツィシューレ - ギムナジウム - アウグスト＝ヘルマン＝フランケ＝シューレ＝ギーセン - ヘルダーシューレ - ラントグラーフ＝ルートヴィヒス＝ギムナジウム - リービヒシューレ | - 総合学校 - ブリューダー＝グリム＝シューレ - フリードリヒ＝エーベルト＝シューレ - ギムナジウム上級学年を含む総合学校 - アウグスト＝ヘルマン＝フランケ＝シューレ＝ギーセン（基礎課程学校を含む） - 統合型総合学校ギーセン＝オスト - リカルダ＝フック＝シューレ - 養護学校 - アルベルト＝シュヴァイツァー＝シューレ - ヘルムート＝フォン＝ブラッケン＝シューレ - アグネス＝ノイハウス＝シューレ - マルティン＝ブーバー＝シューレ - 職業学校 - アリスシューレ - フリードリヒ＝フェルト＝シューレ - マックス＝ヴェーバー＝シューレ - テオドール＝リット＝シューレ - ヴィリー＝ブラント＝シューレ |

- ミッテルヘッセン工科大学ギーセン校
- 自由神学学校ギーセン
- ゲーテシューレ
- アウグスト＝ヘルマン＝フランケ＝シューレ＝ギーセン
- ヘルダーシューレ
- ラントグラーフ＝ルートヴィヒス＝ギムナジウム
- リービヒシューレ
- リカルダ＝フック＝シューレ
- フリードリヒ＝フェルト＝シューレ

### 司法

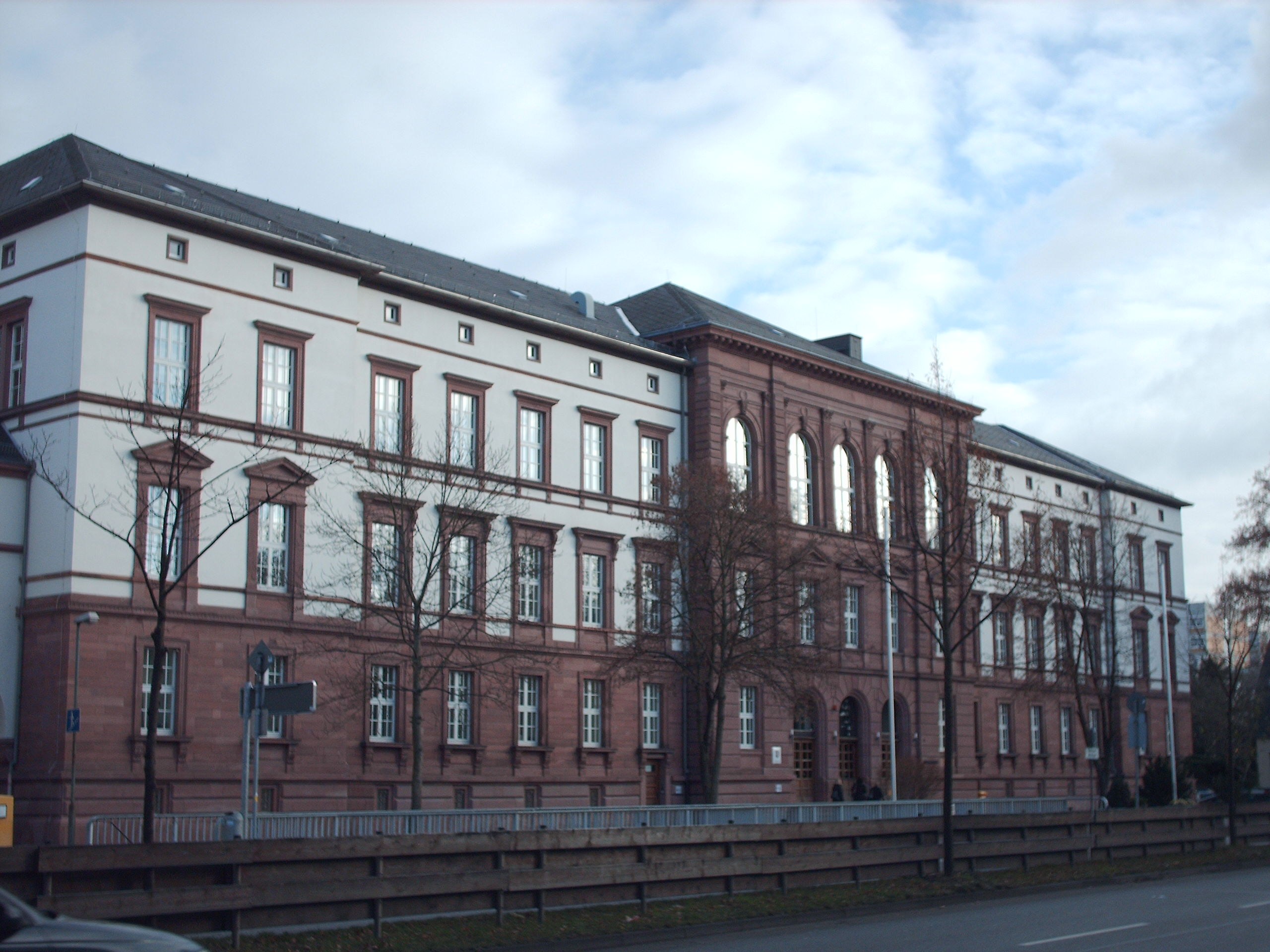
ギーセン地方裁判所

司法センターには、東から西の順番に、ギーセン地域裁判所 I、ギーセン社会裁判所、ギーセン地方裁判所、刑務所 (JVA)、ギーセン区裁判所、ギーセン行政裁判所、ギーセン検察庁がある。ロッケンベルク刑務所も支所のオープン刑務所を有している。さらにギーセン労働裁判所もこの街にある。
- ギーセン社会裁判所
- ギーセン行政裁判所
- ギーセン労働裁判所
- ギーセン区裁判所

### 企業
ガイルは、かつて、有名なセラミック、粘土製品の会社であり、特に新エルベトンネル、スタジアム、オリンピックの体育館やプール、スペースシャトルの製造に携わった。その後いくつかの部門が分離されたが、基盤は存続している。2008年北京オリンピックにもガイルが建設に参加していた。
ギーセナー・ブラウハウスは2015年初めまで存在していたこの地域で唯一の民営のブルワリーであった。ただし「アルト＝ギーセン」のような、醸造所以外では製品を販売していない小さな醸造所は、これとは別に存在している。
ギーセンにはヨーロッパで唯一キャノンの印刷・複写工場があったが、2008年に一時的に製造を中止した。これ以後、ギーセン支社はサービス、組織化、計画に限定されている。2011年の津波災害の際に一部の工場が再稼働した。しかし、完全な工場はすでに存在していない。ギーセン工場は。1972年にキャノンがヨーロッパで開業した最初の工場であった。
PASCOE 天然薬品は、国際的に活動しているファミリー企業で、1918年からギーセンに存在している。この企業は、植物性でホメオパシーの医薬品やサプリメント、ビタミン剤を製造している。

## 人物

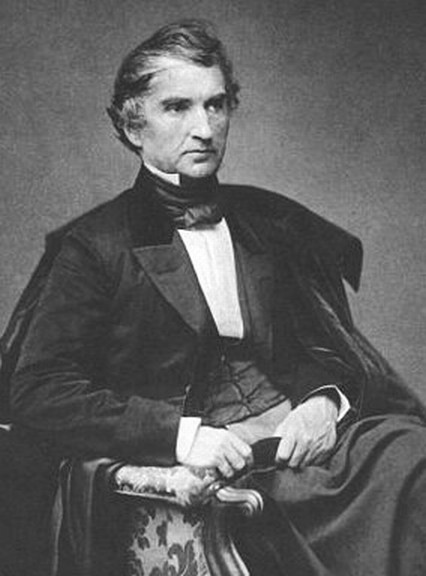
ユストゥス・フォン・リービヒ

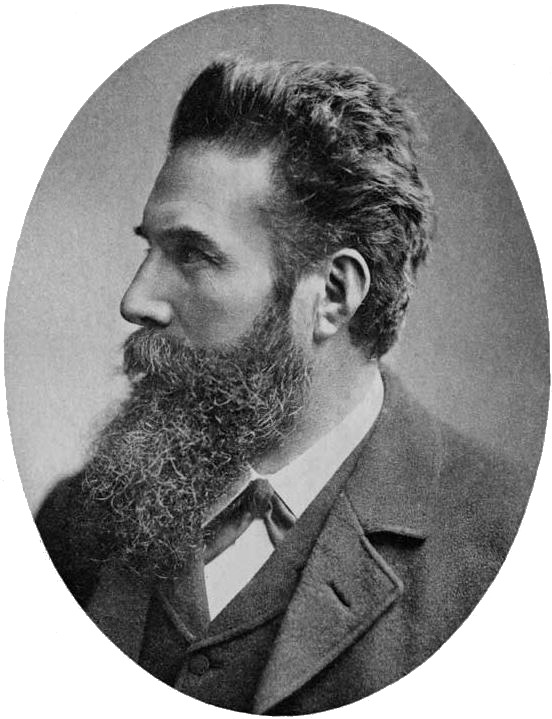
ヴィルヘルム・コンラート・レントゲン

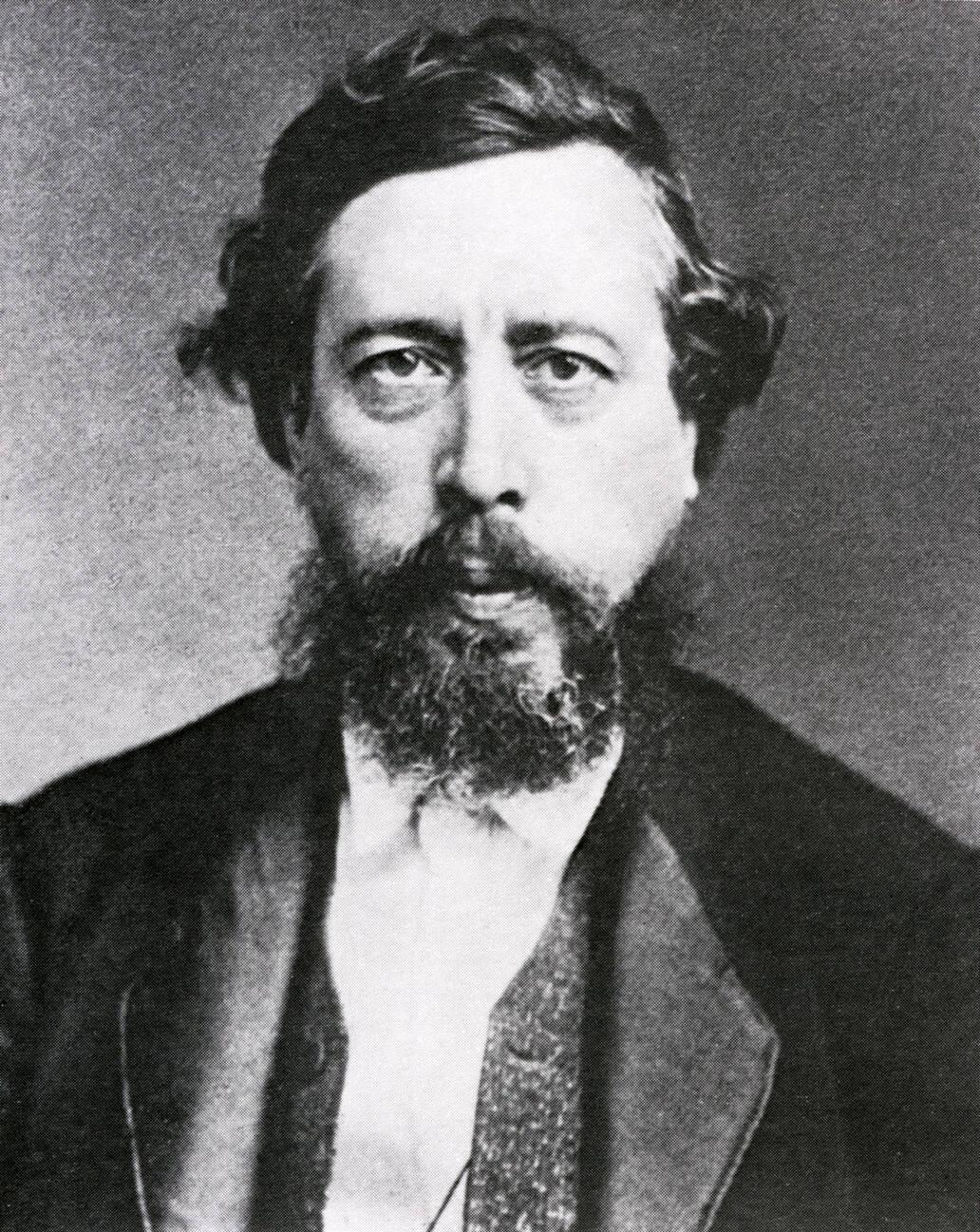
ヴィルヘルム・リープクネヒト

この街にゆかりの有名な人物には次の人々が挙げられる。化学肥料の発明者ユストゥス・リービヒ、ギーセン大学は彼にちなんで名付けられている。この街で学び、この街に埋葬された初代ノーベル物理学賞（1901年）受賞者ヴィルヘルム・コンラート・レントゲン。ギーセン出身でドイツ社会民主党の創始者の一人であるヴィルヘルム・リープクネヒト。
ヨハン・ヴィルヘルム・バウマーは1764年からギーセン大学医学部の教授を務めたが、同時に鉱山官であり、土壌物理学者でもあった。彼は1777年に経済学部の化学と鉱物学の正規の教授となった。
ゲオルク・ビューヒナーはギーセンで学び、1834年に人権協会を創設し、バーデンブルクで『ヘッセン急使』を著述した。
精神分析学者で平和運動家のホルスト＝エーバールハルト・リヒターは1962年から1991年までギーセンの教授を務めた。彼は核戦争防止国際医師会議 (IPPNW) の創始者の一人である。
映画監督チャーリー・ヴェラーは、シラーシューレ（現在のゲオルク＝ビュヒナー＝シューレ）で学び、テレビドキュメンタリー「テレビを見ない4週間」でアドルフ＝グリム賞を受賞した。
俳優のフリッツ・ロートは、ギーセンで、最初は農業を、その後ドイツ語と哲学を学んだ。
ミュンヘン上級市長、連邦建設大臣、連邦法務大臣、ベルリン市長を歴任したハンス＝ヨッヘン・フォーゲルは、少年期の一時期をギーセンで過ごし、ラントグラーフ＝ルートヴィヒ＝ギムナジウムで学んだ。彼はテューリンゲン州首相およびラインラント＝プファルツ州首相を歴任したベルンハルト・フォーゲルの兄である。
アメリカのレスラーで俳優のケヴィン・ナッシュは、軍役前および軍役中ギーセン兵舎に属し、当時の MTV 1846 ギーセンでバスケットボールに参加していた。
かつての外務大臣で副首相のフランク＝ヴァルター・シュタインマイアーはユストゥス・リービヒ大学ギーセンで法学と政治学を学んだ。2002年から2009年まで連邦法務大臣を務めたブリギッテ・ツィプリースも同窓で学友であった。
俳優、演出家、プロデューサーのティル・シュヴァイガー（本名: ティルマン・ヴァレンティン・シュヴァイガー）は青年期をギーセン郡ホイヒェルハイムで過ごし、ギーセンのヘルダーシューレでアビトゥーアを修得した。
シアラ（シアラ・プリンセス・ハリス）はアメリカの R&B シンガーである。彼女は青年期をギーセンで過ごした。その後アメリカに移住し、多くの楽曲 („1, 2 Step“, Like A Boy) をリリースした。
全国的に有名な以下のバンドがギーセンで結成されている: パンクバンドのボックスハムスター（1987年結成）とペストポッケン（1997年結成）、ポップ/ロックバンドのユーリ（2001年結成）。ブンデスビジョン・ソング・コンテスト 2014 に参加したバンド OK キッドもギーセンで結成された。
ステファン・ベロフは、ドイツのレーサーで、1984年に世界耐久選手権のチャンピオンになった。彼は1985年にスパ・フランコルシャン（ベルギー）で事故に遭い死亡した。

### 出身者
- ヨハン・バルタザール・シュップ（1610年 - 1661年）風刺作家、宗教詩作家
- エリーザベート・アマリー・フォン・ヘッセン＝ダルムシュタット（1635年 - 1709年）ヘッセン＝ダルムシュタット伯女。プファルツ＝ノイブルク、ユーリヒおよびベルク公妃、後にプファルツ選帝侯妃
- マリー・ヘドヴィヒ・フォン・ヘッセン＝ダルムシュタット（ドイツ語版、英語版）（1647年 - 1680年）ヘッセン＝ダルムシュタット伯女。ザクセン＝マイニンゲン公妃。
- ミヒャエル・ベルンハルト・ヴァレンティニ（1657年 - 1729年）医師、博物学者
- ハインリヒ・ベルンハルト・ルップ（ドイツ語版）（1688年 - 1719年）植物学者
- モーリッツ・バルタザール・ボルクハウゼン（ドイツ語版、英語版）（1760年 - 1806年）博物学者
- ヨハン・フリードリヒ・ロプシュタイン（1777年 - 1835年）病理学者、解剖学者
- フリードリヒ・クリスティアン・ディーツ（1794年 - 1876年）ロマンス語学者
- エルンスト・ディーフェンバッハ（ドイツ語版、英語版）（1811年 - 1855年）医師、地理学者、博物学者。後にギーセン大学の教授も務めた。
- カール・フォークト（ドイツ語版、英語版）（1817年 - 1895年）博物学者、政治家。
- アウグスト・ヴィルヘルム・フォン・ホフマン（1818年 - 1892年）化学者.
- ヴィルヘルム・リープクネヒト（1826年 - 1900年）ドイツ社会民主党の設立者の一人
- カール・ヒレブラント（ドイツ語版、英語版）（1829年 - 1884年）エッセイスト、ジャーナリスト、文化科学者
- ルートヴィヒ・フォン・シュヴァーベ（ドイツ語版、英語版）（1835年 - 1908年）哲学者、考古学者
- ヘルマン・レーヴィ（1839年 - 1900年）指揮者、作曲家
- ユリウス・ヴィルブラント（ドイツ語版、英語版）（1839年 - 1906年）化学者
- ゲオルク・フリードリヒ・クナップ（1842年 - 1926年）教授、学長
- ハインリヒ・クルシュマン（ドイツ語版、英語版）（1846年 - 1910年）内科学者
- カール・フォン・バルデレーベン（英語版）（1849年 - 1918年）解剖学者
- アルフレッド・ミルナー（1854年 - 1925年）初代ミルナー子爵
- ルートヴィヒ・ランゲ（ドイツ語版、英語版）（1863年 - 1936年）物理学者、心理学者
- フェルディナント・キュヒラー（ドイツ語版、英語版）（1867年 - 1937年）ヴァイオリニスト、作曲家
- エーリヒ＝ハインリヒ・クレスナー（ドイツ語版、英語版）（1888年 - 1976年）第二次世界大戦中の陸軍歩兵大将
- フリッツ・プフェファー（1889年 - 1944年）ナチスの犠牲となった歯科医。アンネ・フランクの隠れ家に同居していた。
- ヴィルヘルミーネ・シルマー＝プレシャー（1889年 - 1992年）政治家
- ヴァルター・ドルンベルガー（1895年 - 1980年）ドイツ国防軍少将
- カール・エンギッシュ（1899年 - 1990年）刑法学者
- フリッツ・ハイヒェルハイム（1901年 - 1968年）歴史学者
- ハートレイ・ショウクロス（ドイツ語版、英語版）（1902年 - 2003年）イギリスの労働党代議士、法務大臣、ニュルンベルク裁判の代表告訴人
- オットー・ラーン（ドイツ語版、英語版）（1904年 - 1939年）作家、中世研究家
- カール・クリング（1910年 - 2003年）カーレーサー
- ヘルムート・ロロフ（1912年 - 2001年）ピアニスト、音楽教師
- リヒャルト・ミュンヒ（ドイツ語版、英語版）（1916年 - 1987年）俳優、声優
- アルベルト・オスヴァルト（1919年 - 1996年）政治家。ヘッセン州首相
- ロベルト・ローゼンタール（ドイツ語版、英語版）（1933年 - ）心理学者
- リヒャルト・ツー・ザイン＝ヴィトゲンシュタイン＝ベルレブルク（1934年 - 2017年）企業家
- ギュンター・ヴェヒタースホイザー（ドイツ語版、英語版）（1938年 - ）生化学者
- ユルゲン・フリム（1941年 - ）演出家、俳優、監督、大学教師
- ヴォルフガング・リュプザム（ドイツ語版、英語版）（1946年 - ）オルガニスト、ピアニスト、作曲家、教育者
- フォルカー・ボフィエー（1951年 - ）政治家
- ウード・ブルマン（ドイツ語版、英語版）（1956年 - ）政治家
- ステファン・ベロフ（1957年 - 1985年）カーレーサー
- ハラルト・レッシュ（ドイツ語版、英語版）（1960年 - ）宇宙物理学者、自然哲学者、文筆家、科学ジャーナリスト、テレビキャスター、教授
- ビルギット・クラリウス（1965年 - ）陸上競技選手。1993年世界室内陸上競技選手権大会の五種競技で 3位を獲得した。
- クリス・リービング（ドイツ語版、英語版）（1968年 - ）テクノDJ、音楽プロデューサー、ラジオキャスター
- チャールズ・フリーデク（1971年 - ）陸上競技選手。1999年世界陸上の三段跳び金メダリスト
- デミス・ニコライディス（1973年 - ）サッカー選手。1995年から2004年までギリシア代表チームに参加した。
- マティアス・ハグナー（1974年 - ）サッカー選手
- クリスティアン・ディッター（1977年 - ）映画監督、劇作家
- クリストフ・プロイス（ドイツ語版、英語版）（1981年 - ）サッカー選手。2002年から2005年までドイツ代表チームに加わった。
- ヤン・ベンツィーン（ドイツ語版、英語版）（1982年 - ）カヌー選手。2006年カヌースプリント世界選手権カナディアン・カヌー1人乗り金メダリスト
- ユリアーン・テオバルト（ドイツ語版、英語版）（1984年 - ）カーレーサー
- ダニエル・ダヴァリ（1988年 - ）サッカー選手。2013年からイラン代表チームに加わっている。
- ペル・ギュンター（ドイツ語版、英語版）（1988年 - ）バスケットボール選手。2009年からドイツ代表チームに加わっている。
- ゾニー・キッテル（1993年 - ）サッカー選手
- アニカ・ベック（1994年 - ）テニス選手

### ゆかりの人物

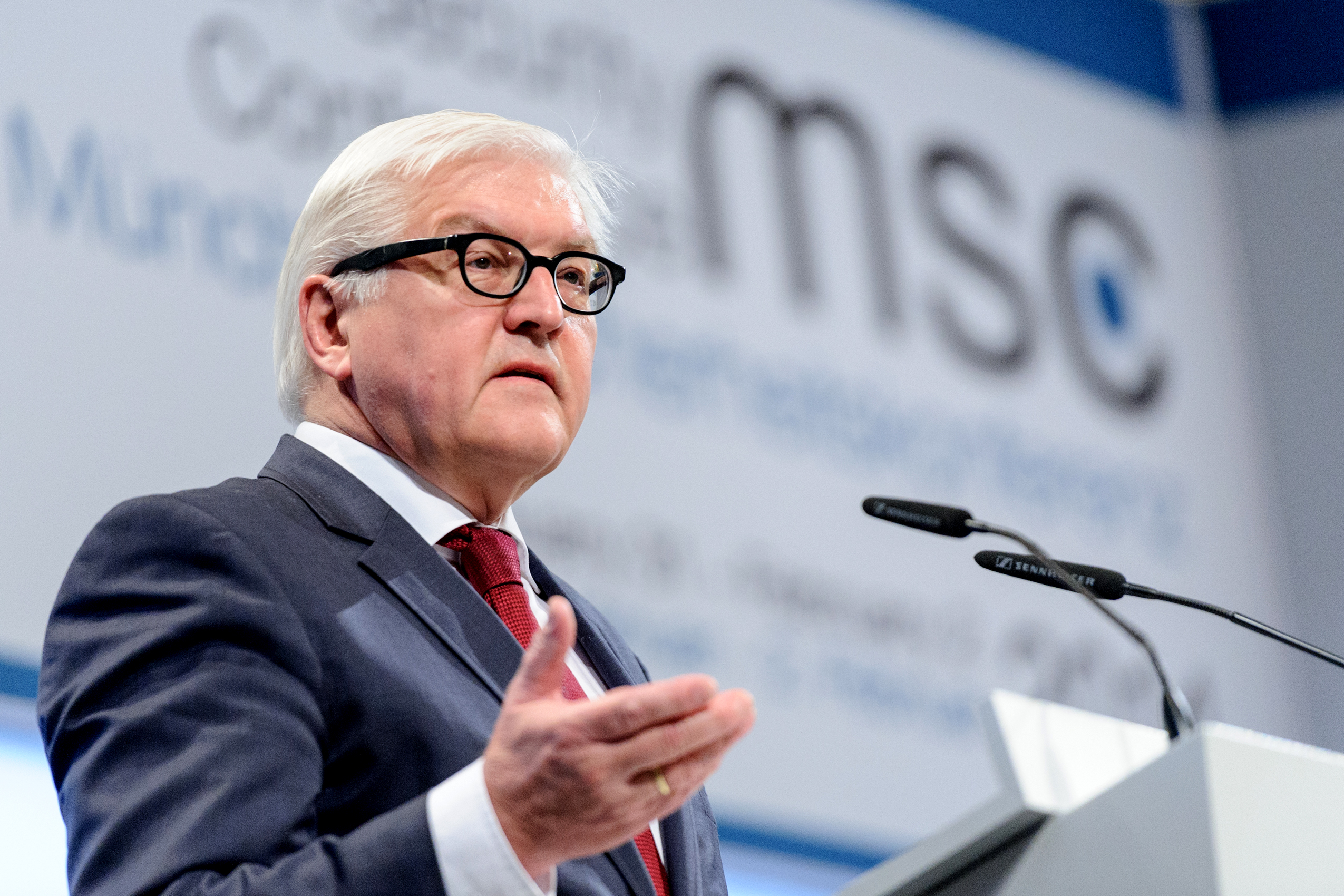
フランク＝ヴァルター・シュタインマイアー

- ユストゥス・フォン・リービッヒ（1803年 - 1873年）化学者。ギーセン大学は彼にちなんで名付けられている。
- ゲオルク・ビューヒナー（1813年 - 1837年）革命家、作家、博物学者、ギーセンに住み、学び、代表作である『ヘッセン急使』を著述した。
- エミール・エルレンマイヤー（1825年 - 1909年）化学者、1845年から1850年までギーセンに住んだ。
- ヴィルヘルム・レントゲン（1845年 - 1923年）物理学者。第1回ノーベル賞受賞者。本人の希望でギーセンの旧墓地に埋葬されている。
- ヴィルヘルム・ジーファース（ドイツ語版、英語版）（1860年 - 1921年）地理学者。ギーセン大学の教授、学長
- フィリップ・シャイデマン（1865年 - 1939年）1895年から1905年までギーセンで社会民主主義系新聞の編集を行った。
- フリードリッヒ・ケルナー（1885年 - 1970年）判事。ギーセン地方裁判所で管区監査官を務めた。ユストゥス＝リービヒ大学ギーセンはケルナーの日記を公刊した。
- ブリギッテ・ツィプリース（1953年 - ）政治家。連邦法務大臣を務めた。ギーセン大学で学んだ。
- フランク＝ヴァルター・シュタインマイアー（1956年 - ）政治家。連邦外務大臣、副首相、連邦首相府長官、欧州連合理事会議長を歴任した。ギーセン大学で学んだ。
- ケビン・ナッシュ（1959年 - ）アメリカのレスラー、俳優。ギーセン兵舎での軍役時代に MTV 1846 ギーセンでバスケットボール選手となっていた。

## 引用
1. ↑  Hessisches Statistisches Landesamt: Bevölkerung in Hessen am 31.12.2023 (Landkreise, kreisfreie Städte und Gemeinden, Einwohnerzahlen auf Grundlage des Zensus 2011)]
2. ↑  Max Mangold, ed (2005). Duden, Aussprachewörterbuch (6 ed.). Dudenverl. p. 364. ISBN 978-3-411-04066-7
3. ↑  Gießen knackt erstmals die 80.000-Einwohner-Marke, Gießen 2014年5月27日付け（2015年5月29日 閲覧）
4. ↑  Justus-Liebig-Universität Giessen - Zahlen und Fakten（2015年5月29日 閲覧）
5. ↑  Studierende im 1. Fachsemester und Immatrikulierte gesamt nach Studiengängen Sommersemester 2010 bis Sommersemester 2015（2015年5月29日 閲覧）
6. ↑  Hauptsatzung der Universitätsstadt Gießen, §3 (1)（2015年5月30日 閲覧）
7. ↑  DWD-ドイツの気象気象データ_1981-2010（2015年5月30日 閲覧）
8. ↑  Historisches Ortslexikon - Gießen（2015年5月30日 閲覧）
9. ↑  Gießen - eine Standortbestimmung, Stadtarchiv Gießen（2015年5月30日 閲覧）
10. ↑  Militärkonversion in der Stadt Gießen（2015年5月30日 閲覧）
11. ↑  A.C. Grayling: Die toten Städte: Waren die alliierten Bombenangriffe Kriegsverbrechen? p. 382. München 2009
12. ↑  Bebauungsplan G3/03 „Steubenkaserne“ mit den Ergänzungsgebieten „Happelwiesen“, „Flutgräben“ und „Stelzenmorgen“（2015年5月31日 閲覧）
13. 1 2  Statistisches Bundesamt (Hrsg.): Historisches Gemeindeverzeichnis für die Bundesrepublik Deutschland. Namens-, Grenz- und Schlüsselnummernänderungen bei Gemeinden, Kreisen und Regierungsbezirken vom 27. 5. 1970 bis 31. 12. 1982. W. Kohlhammer GmbH, Stuttgart und Mainz 1983, ISBN 3-17-003263-1, pp. 345 - 346.
14. ↑  ヘッセン州統計局: 2011年3月27日のギーセン市議会議員選挙結果（2015年6月1日 閲覧）
15. ↑  ヘッセン統計局: 2009年6月7日のギーセン上級市長選挙結果（2015年6月1日 閲覧）
16. ↑  Wahlen in Hessen: Gießen, hr-online（2015年6月15日 閲覧）
17. ↑  Das Wappen der Stadt Gießen（2015年6月1日 閲覧）
18. ↑  Gießen - Städtepartnerschaften（2015年6月2日 閲覧）
19. ↑  D-AIFD ギーセンの写真集 in FlugzeugBilder.de（2015年6月2日 閲覧）
20. ↑  Mathematikum（2015年6月2日 閲覧）
21. ↑  Liebig-Museum（2015年6月2日 閲覧）
22. ↑  Gießen - Oberhessisches Museum（2015年6月2日 閲覧）
23. ↑  Neuer Kunstverein Gießen e.V.（2015年6月2日 閲覧）
24. ↑  Fritz Neuschäfer: Die Geschichte der „Jenischen“ und „Manischen“ in Gießen. In: Manfred H. Klös (Bearb.): Ein Stück Gießener Geschichte. Gießen 1988, pp. 51–55.
25. ↑  Randolf Fügen: Highlights in Mittelhessen, p. 102
26. ↑  Thronende Muttergottes（2015年6月5日 閲覧）
27. ↑  Sachgesamtheit Badenburg, Kulturdenkmäler in Hessen（2015年6月7日 閲覧）
28. ↑  Botanischer Garten, Justus-Liebig-Universität Giessen（2015年6月7日 閲覧）
29. ↑  Park an der Ostanlage, Gießen Marketing GmbH（2015年6月7日 閲覧）
30. ↑  Gießener Kunstweg, Gießen（2015年6月7日 閲覧）
31. ↑  Landesgartenschau 2014 in Gießen（2015年6月7日 閲覧）
32. ↑  Gießen 46ers（2015年6月7日 閲覧）
33. ↑  Siggi Richter: Vom Abschied einer Mannschaft und vom Ende einer Epoche: TISCHTENNIS: Hochzeit und Fall der Bundesliga-Damen des Gießener SV, Gießener Allgemeinen 1982年4月1日付け（2015年6月7日 閲覧）
34. ↑  Regatta-Verein Giessen e.V.（2015年6月7日 閲覧）
35. ↑  Tanzschule Bäulke（2015年6月7日 閲覧）
36. ↑  Christoph-Rübsamen-Steg feierlich eröffnet, Gießener Anzeiger 2014年5月2日付け（2015年6月8日 閲覧）
37. ↑  Nachtbusse, Stadtwerk Gießen（2015年6月9日 閲覧）
38. ↑  Justus-Liebig-Universität Gießen（2015年6月9日 閲覧）
39. ↑  Studierende im 1. Fachsemester und Immatrikulierte gesamt nach Studiengängen Sommersemester 2010 bis Sommersemester 2015（2015年6月9日 閲覧）
40. 1 2 3  Zahlen und Fakten - Gießen（2015年6月9日 閲覧）
41. ↑  Katholische Bildungswerk Oberhessen（2015年6月9日 閲覧）
42. ↑  Privatbrauerei Gießen: Allen Mitarbeitern gekündigt, Gießener Anzeiger 2015年2月26日付け（2015年6月10日 閲覧）
43. ↑  PASCOE Naturmedizin（2015年6月10日 閲覧）